# Loudes
Loudes est une commune française située dans le département de la Haute-Loire en région Auvergne-Rhône-Alpes.

## Géographie

### Localisation
La commune de Loudes se trouve dans le département de la Haute-Loire, en région Auvergne-Rhône-Alpes.
Elle se situe à 14 km par la route du Puy-en-Velay, préfecture du département, et à 8 km de Saint-Paulien, bureau centralisateur du canton de Saint-Paulien dont dépend la commune depuis 2015 pour les élections départementales.
La commune se trouve dans l'aire d'attraction du Puy-en-Velay, ainsi que dans sa zone d'emploi et dans son bassin de vie

### Communes limitrophes
Les communes les plus proches sont : Chaspuzac (2,2 km), Borne (4,2 km), Saint-Vidal (4,3 km), Saint-Jean-de-Nay (4,6 km), Sanssac-l'Église (4,7 km), Vazeilles-Limandre (4,9 km), Lissac (5,2 km), Vergezac (6,3 km).
| Vazeilles-Limandre | Lissac    | Saint-Paulien |
|                    | Loudes    | Borne         |
| Saint-Jean-de-Nay  | Chaspuzac | Saint-Vidal   |

### Géologie et relief

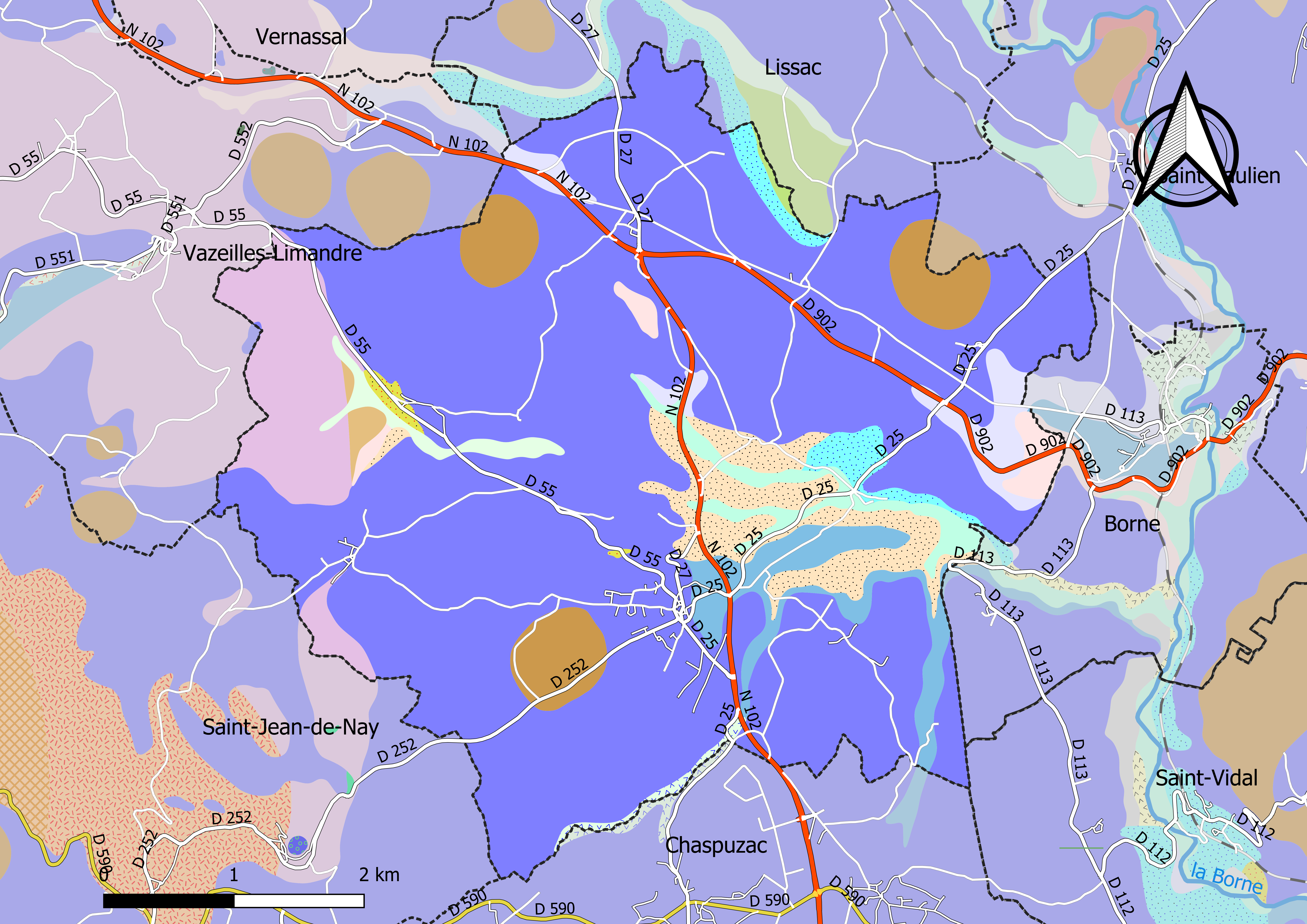
Carte géologique de la commune de Loudes.
Câ : Colluvions, épandages et formations gélifluées de matériaux volcaniques basaltiques (Holocène)
C : Colluvions et épandages indifférenciées (Holocène)
Fz : Alluvions modernes indifférenciées (Holocène)
Fz-y : Alluvions anciennes et modernes indifférenciées (Holocène)
Fv : Sables argileux fluvio-lacustres à éléments volcaniques remaniés (Pliocène - Villafranchien)
e-Gm : Marnes et calcaires avec gypse accessoire de Ronzon (Oligocène inférieur - Sannoisien)
e-Av : Sables argileux verts à kaolinite (Eocène terminal - Ludien)
eS : Sables inférieurs rouges localement grésifiés (Eocène supérieur probable)
h5rã2V : Granite hétérogène +/- rubané à biotite, localement à muscovite ou sillimanite (Stéphanien)
pyâ : Pyroclastites basaltiques des cônes strombolien (Pléistocène)
â3 : Basaltes et basanites indifférenciés (Pléistocène)
â2 : Basaltes et basanites indifférenciés (Pliocène)

La commune de Loudes est située dans la partie médiane du département de la Haute-Loire, au nord-est d'une zone de plateaux volcaniques érigés entre le fleuve de la Loire et la rivière de l'Allier qui constitue le massif du Devès.
Loudes se trouve sur un vaste plateau basaltique parsemé de cônes de scories (les Gardes), de formations granitiques et de quelques formations calcaires. Dans la plupart des cratères d'anciens volcans non exploités, se sont installées des tourbières (ex. : le Mont-Bar à Allègre).
La superficie de la commune est de 24,33 km2. Son territoire n'est pas plat puisque le dénivelé maximal atteint 283 mètres. L'altitude du territoire varie entre 759 m et 1 042 m. La commune est classée en zone de montagne comme la presque totalité des communes du département.

### Hydrographie

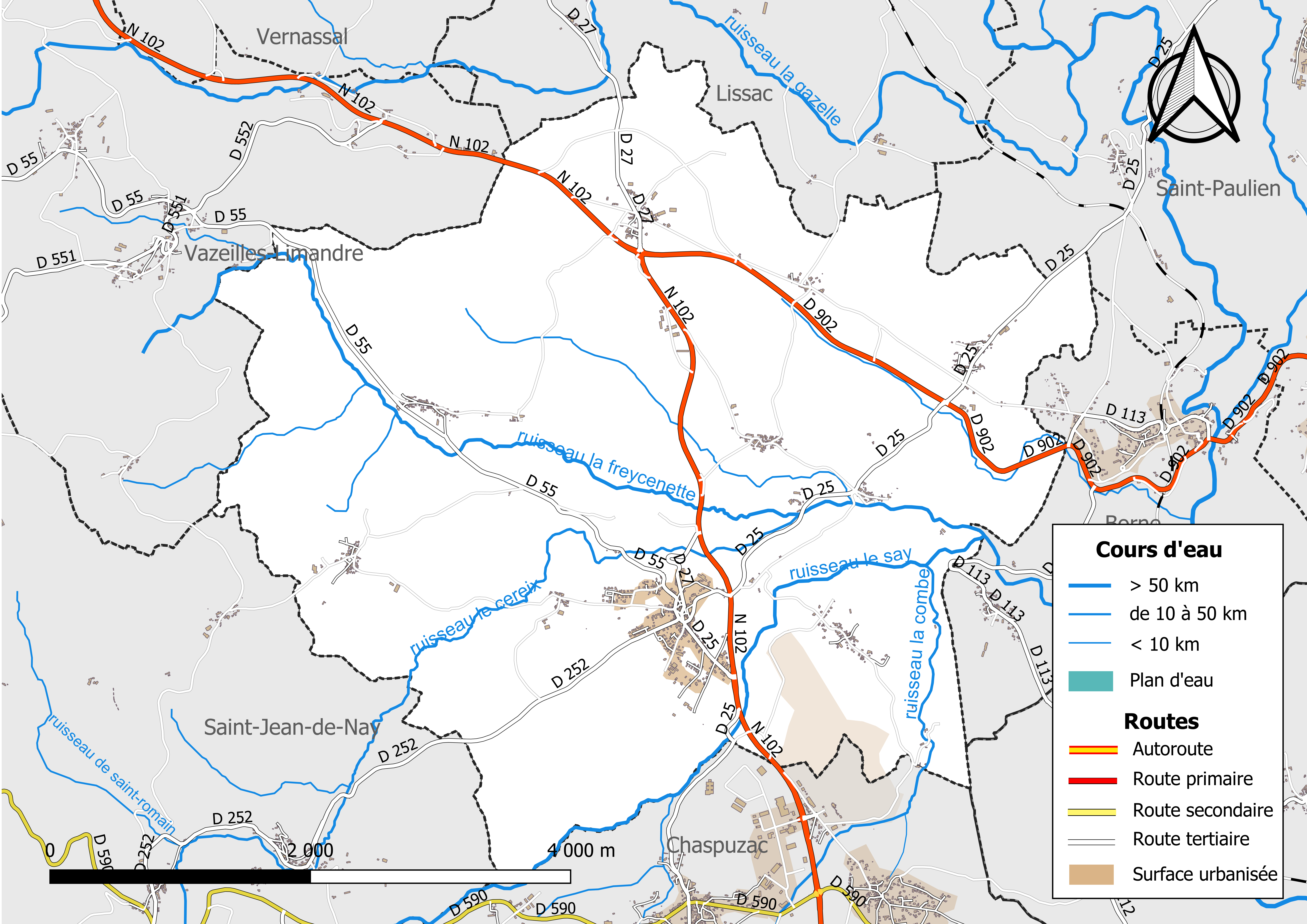
Réseau hydrographique de Loudes.

La commune est dans le bassin Allier-Loire amont, au sein du bassin hydrographique Loire-Bretagne.
Elle est traversée par les ruisseaux Cereix, Combe, Freycenette, Musette et Say.
Le ruisseau le Cereix d'une longueur totale de 10,3 km, prend sa source dans la commune de Saint-Jean-de-Nay et s'écoule vers le nord-est. Il se jette dans le ruisseau la Freycenette sur le territoire communal, après avoir traversé 2 communes.
Le ruisseau la Freycenette, d'une longueur totale de 10,6 km, prend sa source dans la commune de Borne et s'écoule vers l'est. Il traverse la commune et se jette dans la Borne à Vazeilles-Limandre, après avoir traversé 3 communes.
Le ruisseau le Say, d'une longueur totale de 13,9 km, prend sa source dans la commune du Vernet et s'écoule vers le nord-est. Il traverse la commune et se jette dans la rivière Borne dans la commune de Borne, après avoir traversé 6 communes.
Le ruisseau la Combe d'une longueur totale de 6,3 km, prend sa source dans la commune de Vergezac et s'écoule vers le nord-est. Il se jette dans le ruisseau le Say sur le territoire communal, après avoir traversé 3 communes.

### Climat
Pour des articles plus généraux, voir Climat d'Auvergne-Rhône-Alpes et Climat de la Haute-Loire.
En 2010, le climat de la commune est de type climat des marges montargnardes, selon une étude du Centre national de la recherche scientifique s'appuyant sur une série de données couvrant la période 1971-2000. En 2020, Météo-France publie une typologie des climats de la France métropolitaine dans laquelle la commune est exposée à un climat de montagne ou de marges de montagne et est dans la région climatique Sud-est du Massif Central, caractérisée par une pluviométrie annuelle de 1 000 à 1 500 mm, minimale en été, maximale en automne.
Pour la période 1971-2000, la température annuelle moyenne est de 8,5 °C, avec une amplitude thermique annuelle de 16 °C. Le cumul annuel moyen de précipitations est de 756 mm, avec 8,4 jours de précipitations en janvier et 6,8 jours en juillet. Pour la période 1991-2020, la température moyenne annuelle observée sur la station météorologique de Météo-France la plus proche, « Le Puy-Loudes », sur la commune de Chaspuzac à 2 km à vol d'oiseau, est de 9,1 °C et le cumul annuel moyen de précipitations est de 682,4 mm,. Pour l'avenir, les paramètres climatiques de la commune estimés pour 2050 selon différents scénarios d'émission de gaz à effet de serre sont consultables sur un site dédié publié par Météo-France en novembre 2022.

### Milieux naturels et biodiversité
L’inventaire des zones naturelles d'intérêt écologique, faunistique et floristique (ZNIEFF) a pour objectif de réaliser une couverture des zones les plus intéressantes sur le plan écologique, essentiellement dans la perspective d’améliorer la connaissance du patrimoine naturel national et de fournir aux différents décideurs un outil d’aide à la prise en compte de l’environnement dans l’aménagement du territoire. Le territoire communal de Loudes comprend cinq ZNIEFF.

## Urbanisme

### Typologie
Au 1er janvier 2024, Loudes est catégorisée bourg rural, selon la nouvelle grille communale de densité à sept niveaux définie par l'Insee en 2022.
Elle est située hors unité urbaine. Par ailleurs la commune fait partie de l'aire d'attraction du Puy-en-Velay, dont elle est une commune de la couronne,. Cette aire, qui regroupe 59 communes, est catégorisée dans les aires de 50 000 à moins de 200 000 habitants,.

### Lieux-dits, hameaux et écarts
Outre le bourg, la commune comprend les villages de Vaures, Pouzols, Collange, Coubladour, Lestrade, Lanthenas, Civeyrac, Vendos et Pralhac, ainsi que les lieux-dits de Rochely, la Vio de Nay, Mestrenac, le Mazet, le Charrouilh, les Moutonnades, le Buisson, le Moulin de Borie, le Masson et la Barraque de Dellis.

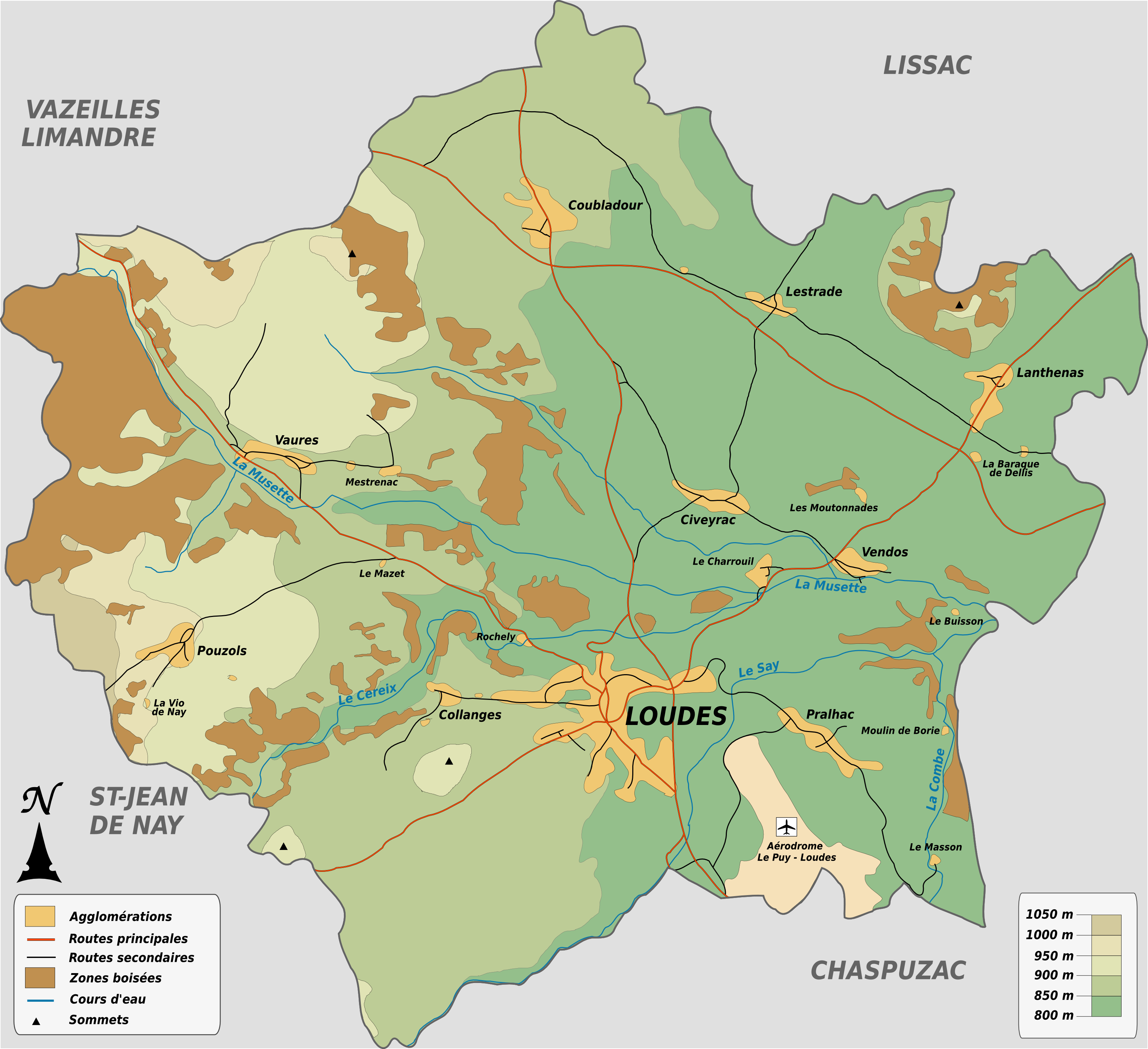
Carte altimétrique indiquant la localisation des villages et lieux-dit de Loudes.

### Occupation des sols

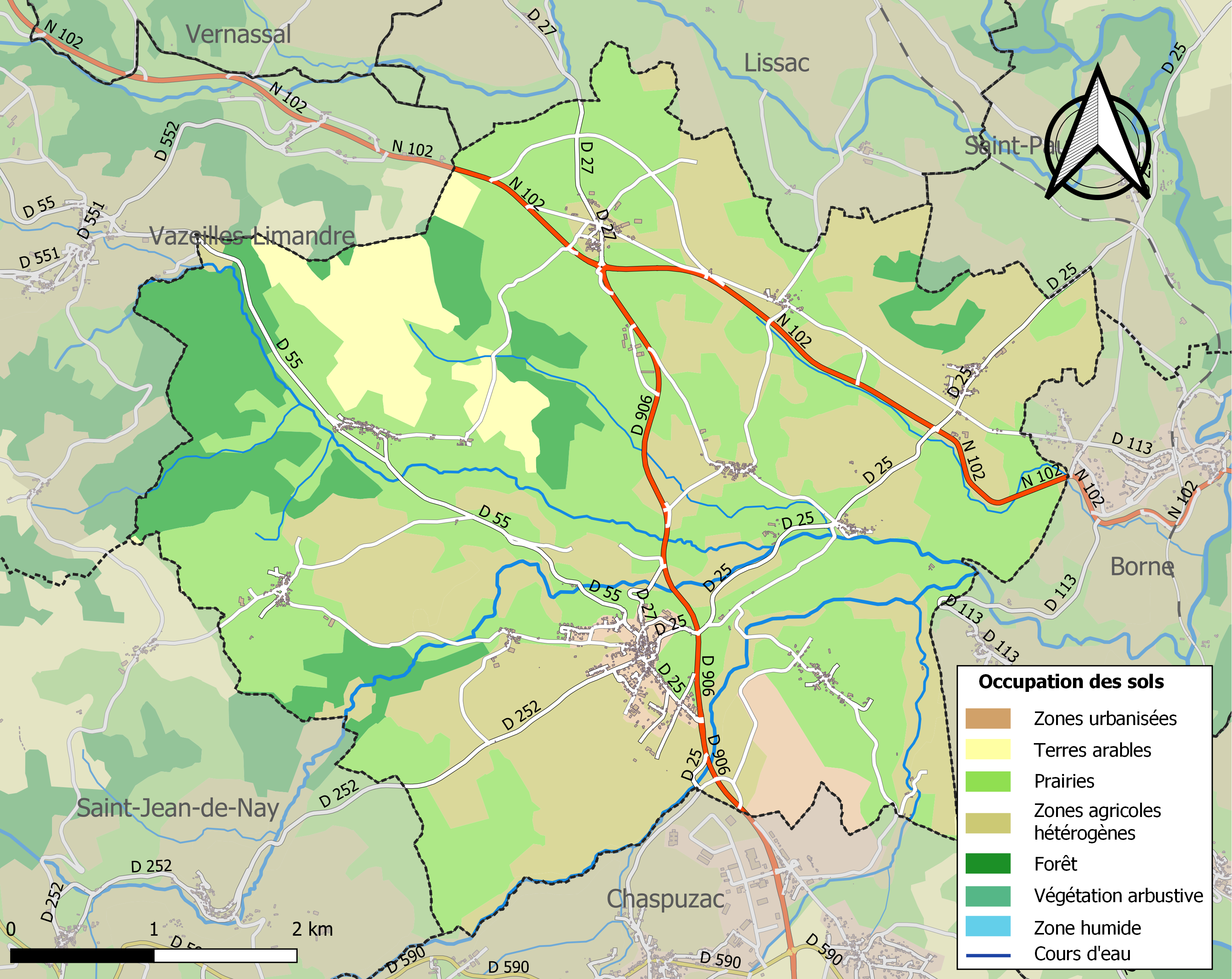
Carte des infrastructures et de l'occupation des sols de la commune en 2018 (CLC).

L'occupation des sols de la commune, telle qu'elle ressort de la base de données européenne d’occupation biophysique des sols Corine Land Cover (CLC), est marquée par l'importance des territoires agricoles (85,8 % en 2018), une proportion sensiblement équivalente à celle de 1990 (86,2 %). La répartition détaillée en 2018 est la suivante : 
prairies (45,3 %), zones agricoles hétérogènes (35,4 %), forêts (11,1 %), terres arables (5,1 %), espaces verts artificialisés, non agricoles (1,8 %), zones urbanisées (1,4 %). L'évolution de l’occupation des sols de la commune et de ses infrastructures peut être observée sur les différentes représentations cartographiques du territoire : la carte de Cassini (XVIIIe siècle), la carte d'état-major (1820-1866) et les cartes ou photos aériennes de l'IGN pour la période actuelle (1950 à aujourd'hui).

### Habitat et logement
En 2021, le nombre total de logements dans la commune était de 609, alors qu'il était de 570 en 2016 et de 539 en 2011. 
Parmi ces logements, 72,5 % étaient des résidences principales, 7,7 % des résidences secondaires et 19,8 % des logements vacants. Ces logements étaient pour 82,9 % d'entre eux des maisons individuelles et pour 16,1 % des appartements. 
Le tableau ci-dessous présente la typologie des logements à Loudes en 2021 en comparaison avec celle de la Haute-Loire et de la France entière. Une caractéristique marquante du parc de logements est ainsi la faible proportion des résidences secondaires et logements occasionnels (7,7 %) par rapport au département (15,8 %) et à la France entière (9,7 %). 
| Typologie                                               | Loudes | Haute-Loire | France entière |
| ------------------------------------------------------- | ------ | ----------- | -------------- |
| Résidences principales (en %)                           | 72,5   | 71,8        | 82,2           |
| Résidences secondaires et logements occasionnels (en %) | 7,7    | 15,8        | 9,7            |
| Logements vacants (en %)                                | 19,8   | 12,4        | 8,1            |

## Toponymie
Loudes (Lode en 1087) serait issu du patois Louda dérivé du gaulois Lut qui signifie « terrain marécageux »,. Cette hypothèse semble plausible car de nombreuses ruisseaux se trouvent aux alentours du bourg. Loudes se compose alors du même radical Lut- que Lutèce, Ludesse, Lodève, etc.
Civeyrac procéderait du nom de personne latin Severus, suivi du suffixe -acum, d'où le sens global de « domaine de Severus », Collange (Collangis en 1187) est peut-être issu du patois Coll'ange « habitation sur la colline », mais représente plus probablement le latin Colonica « terre cultivée par un colon »,, Coubladour (Coblador en 1234) est peut-être issu du patois Coble et du suffixe -ador au sens global de « forteresse des mulets », Lanthenas (Lentenas en 1314) est issu de l'anthroponyme gaulois Lentenus, suivi du suffixe -ate de même origine et signifie « Terres de Lentenus »,; Lestrade (Strada en 1453) représente l’occitan estrada « grande route »,, avec dans ce cas, l’agglutination de l’article défini; Mestrenac (Mastrenac en 1342) viendrait du latin Magister avec le suffixe -acum « domaine du Maître » ou du nom de personne latin Mestrius; Pouzols viendrait du patois Pouz'ols « entrée de la forêt » ou du latin puteolus « petit puits »,; Pralhac (Prualiacs ou Pruyliacs en 1280) procède peut-être du nom d’homme latin Probus avec le suffixe -acum « domaine de Probus »,; Vaures (Vaures dès 1245) aurait pour origine le bas-latin d'origine gauloise vabrus « ruisseau », et Vendos (Petrus Vendos en 1244) est issu du nom de personne  gaulois Vindos « le Blanc »,.

## Histoire

### Antiquité
Entre le Ier siècle et le IIIe siècle : selon les conjectures onomastiques, un nommé Sévère (en latin Severius) aurait construit un domaine agricole près du site actuel du village de Civeyrac et un nommé Probus en aurait construit un près du site actuel de Pralhac.
D'après les recherches de Jean-René Mestre, une voie antique traverserait le territoire communal dans un axe sud-ouest en passant près du village de Loudes.

### Moyen Âge
- 1000 (environ) : création de la baronnie de Lode, construction d'un château fort au centre d'un bourg médiéval protégé par une enceinte.
- 1087 : le baron Pierre de Lode est témoin d'une donation faite en l'église de Saint-Maurice-de-Roche par Durand, seigneur de Roche-en-Régnier et Ausilie, son épouse[44].
- 1180 (environ) : le baron Hugues de Lode, son épouse Girine, et ses trois fils Hugues II, Falcon et Pons font donation de trois jardins situées à Combes, près d'Espaly-Saint-Marcel en faveur de la collégiale de Saint-Agrève du Puy-en-Velay[44].
- 1182 à 1186 : Estève de Lode, frère du baron Hugues de Lode, chevalier de Saint-Jean-de-Jérusalem est mentionné dans plusieurs donations faites à la commanderie des Templiers de Saint-Jean-du-Puy[44].
- 1190 : Guillaume, second frère du baron Hugues de Lode est mentionné lors entre les Templiers du Puy-en-Velay et la commanderie de Chantoin[44].
- 1200 (environ) : Pierre le Blanc fonde le village de Vendos.
- 1203 : Pierre de Lode, fils d'Estève de Lode, est élevé à la dignité ecclésiastique de chanoine du Puy-en-Velay[44].
- 1212 : Pierre de Lode, est témoin d'une investiture accordée par Brocard de Rochebaron, abbé de Saint-Pierre-Latour au Puy-en-Velay à l'hôpital Notre-Dame.
- 1229 : le chevalier Hugues III de Lode, fils du baron Hugues II est témoin lors d'un traité signé entre Étienne de Chalençon, évêque du Puy-en-Velay et Pons V, vicomte de Polignac[44].
- 1250 (environ) : le seigneur de Ceyssac qui possède des terres près de Loudes, fonde un château au Charrouilh.
- 1255 : Pons de Lode, fils cadet du baron Hugues III devient chanoine laïque au Puy-en-Velay.
- 1280 (environ) : le seigneur de Ceyssac installe Hugon de Chattes comme coseigneur du Charrouilh[44].
- 1310 (environ) : le seigneur Jourdan de Ceyssac installe sa résidence principale au Charrouilh[44].
- 1313 : Bertrand de Lode est signalé comme noble et baron[44].
- 1340 : Jousserand de Lode, fils cadet de Bertrand, passe une reconnaissance en faveur de la paroisse de Saint-Julien-d'Ance.
- 1343 : François de Lode, fils aîné de Bertrand, chevalier et baron, reconnaît à l'évêque son moulin de Muze et ce qu'il a à Borne jusqu'à la rivière Muze.
- 1348 : mort de Durand de Ceyssac, seigneur du Charrouilh. Le château passe à sa fille Béatrix épouse de Louis de Vissac[44].
- 1355 :  le baron Hugon de Lode épouse Alix Mitte de Mons[44].
- 1362 : le baron Hugon de Lode, coseigneur de Borne, rend hommage à l'évêque du Puy, comte du Velay, pour son château et ses mandements de Loudes et ses fiefs situés à Civeyrac, Borne et Coubladour[44].
- 1389 : Hélix de Gavaret de Saint-Didier-d'Allier, veuve de Hugon de Lode, rend hommage à l'évêque du Puy-en-Velay pour le château et les fiefs, en tant que tutrice légale de ses enfants orphelins[44].
- 1404 à 1425 : Guillaume de Loudes, fils d'Hugon et Baron de Lode devient écuyer de Charles VI puis chambellan du duc de Berry[44].
- 1420 : le dauphin (futur Charles VII) revenant d'un pèlerinage à Notre-Dame du Puy-en-Velay, couche au château de Loudes[45].
- 1430 (environ) : mort de Blanche de Loudes, fille de Guillaume. Elle lègue la baronnie à son fils, Artaud de Gorce de Vaux-en-Velay.
- 1446 : Pierre de Gorce, fils d'Artaud et d'Élisabeth de Chateauneuf est mentionné dans le testament de Dragonnet de la Tour, baron de Saint-Vidal

Armoiries de Pierre et Pons de Loudes.
Armoiries de la famille de Gorce.
Armoiries de la famille des Serpens.
Armoiries de la famille de Polignac.

### Temps modernes
- 1538 : Claude de Gorce, baron de Loudes et seigneur de Vaux-en-Velay fait établir le terrier de Loudes, Tailhac et Vals-près-le-Puy.
- 1550 : Françoise de Gorce, sœur et héritière du baron Claude de Gorce épouse Gilbert des Serpens.
- 1590 : mort de François de Loudes, homme d'armes de Christophe de Chalençon, dernier représentant de la branche cadette de la famille de Lode, issue de Jousserand de Lode.
- 1616 : Philibert des Serpens, baron de Loudes, est témoin lors de la signature d'un contrat de mariage[46].
- 1617 : Claude II des Serpens, baron de Loudes assiste aux États du Velay au Puy[47].
- 1634 : Claude des Serpens, baron de Loudes assiste aux États du Velay au Puy[47].
- 1651 : mort de Claude des Serpens. C'est sa petite-fille Antoinette de Polignac qui hérite de la baronnie. Elle est la fille de Suzanne des Serpens et d'Armand XIX de Polignac.
- 1668 : Antoinette de Polignac est entrée au couvent des Carmélites à Paris. Elle lègue ses biens au roi Louis XIV qui ayant accepté l'héritage, le rétrocède au vicomte Armand XIX de Polignac, père de la testatrice. Par la suite, la baronnie devient une baronnie diocésaine.
- 1702 : l'un des deux notaires de Loudes, Me Dorlhac crée une école laïque pour garçons à Loudes. La plupart des élèves viennent des villages voisins. Les élèves viennent deux mois par an, de janvier à mars[48].
- 1743 : une ordonnance du roi Louis XV demande que "La communauté de Loudes et le Charrouil sera tenue de fournir un milicien pour mettre au complet le bataillon de Privas dans la nouvelle levée de 2 520 hommes...". Le 20 juillet, Louis de Laval, subdélégué de l'intendance du Languedoc se rend à Loudes pour faire tirer au sort le nom du milicien réquisitionné.

### Révolution française et Empire
En 1790, au début de la Révolution française, Claude Rousset dit Bernard de Pralhac ameute les habitants du village de Civeyrac pour s'emparer d'un bois de noyers. Bernard propose aussi de ne plus payer de dîme, de censive et de taille. Les officiers municipaux font rentrer les manifestants dans les rangs.
Laurent Trucher, est nommé commandant de la garde nationale du canton de Loudes en 1793. Les 40 Loudois qu'il recrute ne sont que peu républicains. De même que le conseil municipal et une grande majorité de la population. Trucher rapporte à ses supérieurs cette tiédeur.
En 1799, un rapport fait état d'un rassemblement de réquisitionnaires déserteurs et conscrits dans les bois de Vergezac, tous armés de fusils à deux coups au nombre de 24 à 30. Ils s'opposent même à la translation d'un curé réfractaire conduit par la brigade de gendarmerie de Sanssac-l'Église. Les autorités de Paris envoient une garnison logée par l'habitant pour rétablir l'ordre. Le registre des patentes de l'administration municipale du canton de Loudes mentionne pour la commune de Loudes la présence de 7 meuniers, 7 cabaretiers, 3 maçons, 3 tailleurs d'habits, 2 charpentiers, 2 tisserands, 2 maréchaux-ferrants, 2 aubergistes, 1 notaire, 1 arpenteur et 1 officine de santé.

### Époque contemporaine
Le recensement de 1851 dénombre 1399 habitants donc 1251 cultivateurs, 63 domestiques, 17 maçons, 9 tailleurs d'habits, 5 rentiers, 5 pensionnaires d'État, 1 instituteur et 1 mendiant.
Vers 1856, une épidémie de petite vérole décime la population loudoise.
Après la guerre franco-allemande de 1870, certains Loudois demandent des pensions de guerre. L'un d'entre eux, Urbain Bonneval, a été blessé à Gravelotte pendant la bataille de Saint-Privat.
Le recensement de 1939 dénombre 1186 habitants dont un étranger, Ahmed Taouli né en 1894 en Algérie.
Le 23 décembre 1943, une réunion secrète de la résistance a lieu au château du Charrouilh. C'est en ce lieu qu'Henry Ingrand est nommé président du « Comité régional de libération Auvergne ».
En février 1944, les résistants auvergnats subtilisent 30000 litres d'essence à la station de l'avenue des Belges au Puy-en-Velay. 2400 litres des 30 000 sont dissimulés au garage Bernard à Loudes.
La mécanisation agricole engendre un dépeuplement de la commune durant les années 1950.
Le 8 juillet 2007, le Crédit agricole Loire-Haute-Loire (en partenariat avec la municipalité et le comité des fêtes de Loudes) organise sa troisième édition « Le terroir sur un plateau » à Loudes. Cette manifestation réunit des producteurs fermiers et des artisans d'art régionaux.
Le 14 septembre 2013 : une cérémonie de commémoration pour le 143e anniversaire de la bataille de Bazeilles est organisée à Loudes.

## Politique et administration

### Rattachements administratifs et électoraux

#### Rattachements administratifs
La commune se trouve dans l'arrondissement du Puy-en-Velay du département de la Haute-Loire.  
Elle était depuis 1793 le chef-lieu du canton de Loudes. Dans le cadre du redécoupage cantonal de 2014 en France, cette circonscription administrative territoriale a disparu, et le canton n'est plus qu'une circonscription électorale.

#### Rattachements électoraux
Pour les élections départementales, la commune fait partie depuis 2014 du canton de Saint-Paulien.
Pour l'élection des députés, elle fait partie de la deuxième circonscription de la Haute-Loire depuis le redécoupage électoral de 1986..

### Intercommunalité
Loudes était membre de la communauté de communes de Loudes, un établissement public de coopération intercommunale (EPCI) à fiscalité propre créé en 2001 et auquel la commune avait transféré un certain nombre de ses compétences, dans les conditions déterminées par le code général des collectivités territoriales.
Cette intercommunalité est intégrée dans la communauté d'agglomération du Puy-en-Velay lors de sa création en 2000, et Loudes en est donc désormais membre

### Élections municipales et communautaires

#### Élections de 2020
Le conseil municipal de Loudes, commune de moins de 1 000 habitants, est élu au scrutin majoritaire plurinominal à deux tours avec candidatures isolées ou groupées et possibilité de panachage. Compte tenu de la population communale, le nombre de sièges à pourvoir lors des élections municipales de 2020 est de 15. 
Sur les trente candidats en lice, treize  sont élus dès le premier tour, le 15 mars 2020, avec un taux de participation de 63,07 %. Les deux conseillers restant à élire sont élus au second tour, qui se tient le 28 juin 2020 du fait de la pandémie de Covid-19, avec un taux de participation de 38,75 %.
Dans les communes de moins de 1 000 habitants, les conseillers communautaires sont désignés parmi les conseillers municipaux élus en suivant l’ordre du tableau (maire, adjoints puis conseillers municipaux) et dans la limite du nombre de sièges attribués à la commune au sein du conseil communautaire. Un siège est attribué à la commune au sein de la communauté d'agglomération du Puy-en-Velay.

#### Liste des maires
| Période                                  | Période                       | Identité                      | Étiquette | Qualité                                        |
| ---------------------------------------- | ----------------------------- | ----------------------------- | --------- | ---------------------------------------------- |
| Les données manquantes sont à compléter. |                               |                               |           |                                                |
| 1792                                     | 1796                          | Jean-Claude Ferrand           |           |                                                |
| 1796                                     | 1800                          | Martin Vidal                  |           |                                                |
| 1800                                     | 1808                          | Jean-Gaspard Hugon            |           | Notaire                                        |
| 1808                                     | 1815                          | Étienne Rapatel               |           |                                                |
| 1815                                     | 1830                          | Antoine Hugon                 |           |                                                |
| 1830                                     | 1840                          | Barthélemy Garde              |           |                                                |
| 1840                                     | 1840                          | Jean-Baptiste Pons de Rochely |           | Aubergiste                                     |
| 1840                                     | 1843                          | Jean-André Robert dit Daudet  |           |                                                |
| 1843                                     | 1848                          | Baptiste Belland              |           |                                                |
| 1848                                     | 1870                          | Auguste Blanc Furnon          |           |                                                |
| 1870                                     | 1874                          | Jean-Florentin Tholance       |           |                                                |
| 1874                                     | 1878                          | Jacques Rouchon               |           |                                                |
| 1878                                     | 1881                          | Jean-Florentin Tholance       |           |                                                |
| 1881                                     | 1883                          | Louis Garnier                 |           |                                                |
| 1883                                     | 1884                          | Auguste Blanc                 |           |                                                |
| 1884                                     | 1888                          | Louis Garnier                 |           |                                                |
| 1888                                     | 1892                          | François Rouchon              |           |                                                |
| 1892                                     | 1904                          | Louis Garnier                 |           |                                                |
| 1904                                     | 1919                          | Auguste Bertrand              |           |                                                |
| 1919                                     | 1928                          | André Pays                    |           |                                                |
| 1928                                     | 1935                          | Clovis Fournier               |           |                                                |
| 1935                                     | 1938                          | Étienne Dufour                |           |                                                |
| 1938                                     | 1944                          | Jean Portal                   |           |                                                |
| 1944                                     | 1945                          | Joseph Varenne                |           |                                                |
| 1945                                     | 1947                          | Adrien Pays                   |           |                                                |
| 1947                                     | 1953                          | Fernand Guitard               |           | Notaire                                        |
| 1953                                     | 1965                          | Louis Astier                  |           | Chef cantonnier                                |
| 1965                                     | 1974                          | Marcel Fillère                |           | Agriculteur                                    |
| 1974                                     | 1989                          | Denis Robert                  |           | Médecin                                        |
| mars 1989                                | décembre 1989                 | Jean-Claude Eyraud            |           | Cadre bancaire                                 |
| décembre 1989                            | mars 2001                     | Nicole Allary                 |           | Contrôleuse du Trésor                          |
| mars 2001                                | août 2006                     | René Cheucle                  |           | Assureur Conseil municipal dissout par décret. |
| octobre 2006                             | juillet 2020                  | Jean-Claude Eyraud            |           |                                                |
| juillet 2020                             | En cours (au 14 janvier 2025) | Laurent Barbalat              | PS        | Formateur ventes à l'AFPA                      |

### Finances communales
En 2020, le budget communal s'équilibrait à 873 000 € dont 673 000 € en section de fonctionnement et 200 000 € en investissement.
La part d'impôts locaux dans les produits de fonctionnement s'établissait à 33,98%, contre 41,87 % pour la strate de communes équivalente, avec des taux d'imposition fixés à 9,38 % pour la taxe d'habitation (y compris THLV), 11,79 % et 42,93 % pour la taxe foncière sur le bâti et le non-bâti. Par ailleurs l’encours de la dette communale s’établit à 615 €/habitant contre 600 €/habitant pour la strate.

## Équipements et services publics

### Enseignement
Les enfants de la commune sont scolarisés à l'école Ulysse-Rouchon,, doté d'une cantine scolaire.

### Santé et solidarité
Le pôle santé et solidarité de Loudes accueille de nombreux professionnels et services de santé.
Le multi-accueil La Ribanbelle accueille jusqu’à 12 enfants de 0 à 6 ans dans des fonctions de crèche et de halte-garderie.

## Population et société

### Démographie
Les habitants sont appelés les Loudois.

#### Évolution démographique
L'évolution du nombre d'habitants est connue à travers les recensements de la population effectués dans la commune depuis 1793. Pour les communes de moins de 10 000 habitants, une enquête de recensement portant sur toute la population est réalisée tous les cinq ans, les populations de référence des années intermédiaires étant quant à elles estimées par interpolation ou extrapolation. Pour la commune, le premier recensement exhaustif entrant dans le cadre du nouveau dispositif a été réalisé en 2005.

En 2022, la commune comptait 947 habitants, en évolution de +4,3 % par rapport à 2016 (Haute-Loire : +0,36 %, France hors Mayotte : +2,11 %).
| 1793  | 1800 | 1806  | 1821  | 1831  | 1836  | 1841  | 1846  | 1851  |
| ----- | ---- | ----- | ----- | ----- | ----- | ----- | ----- | ----- |
| 1 168 | 800  | 1 226 | 1 357 | 1 346 | 1 423 | 1 325 | 1 397 | 1 399 |

| 1856  | 1861  | 1866  | 1872  | 1876  | 1881  | 1886  | 1891  | 1896  |
| ----- | ----- | ----- | ----- | ----- | ----- | ----- | ----- | ----- |
| 1 471 | 1 558 | 1 600 | 1 550 | 1 617 | 1 595 | 1 695 | 1 638 | 1 589 |

| 1901  | 1906  | 1911  | 1921  | 1926  | 1931  | 1936  | 1946  | 1954 |
| ----- | ----- | ----- | ----- | ----- | ----- | ----- | ----- | ---- |
| 1 640 | 1 685 | 1 622 | 1 398 | 1 274 | 1 229 | 1 188 | 1 071 | 986  |

| 1962 | 1968 | 1975 | 1982 | 1990 | 1999 | 2005 | 2006 | 2010 |
| ---- | ---- | ---- | ---- | ---- | ---- | ---- | ---- | ---- |
| 884  | 823  | 750  | 731  | 772  | 804  | 863  | 868  | 870  |

| 2015 | 2020 | 2022 | - | - | - | - | - | - |
| ---- | ---- | ---- | - | - | - | - | - | - |
| 902  | 938  | 947  | - | - | - | - | - | - |

#### Pyramide des âges
En 2018, le taux de personnes d'un âge inférieur à 30 ans s'élève à 30,8 %, soit en dessous de la moyenne départementale (31 %). À l'inverse, le taux de personnes d'âge supérieur à 60 ans est de 31 % la même année, alors qu'il est de 31,1 % au niveau départemental.
En 2018, la commune comptait 445 hommes pour 480 femmes, soit un taux de 51,89 % de femmes, légèrement supérieur au taux départemental (50,87 %).
Les pyramides des âges de la commune et du département s'établissent comme suit.
| Hommes | Classe d’âge | Femmes |
| ------ | ------------ | ------ |
| 0,9    | 90 ou +      | 2,1    |
| 7,3    | 75-89 ans    | 10,5   |
| 22,0   | 60-74 ans    | 19,3   |
| 20,2   | 45-59 ans    | 21,4   |
| 18,4   | 30-44 ans    | 16,4   |
| 16,6   | 15-29 ans    | 12,7   |
| 14,6   | 0-14 ans     | 17,7   |

| Hommes | Classe d’âge | Femmes |
| ------ | ------------ | ------ |
| 0,9    | 90 ou +      | 2,5    |
| 8,4    | 75-89 ans    | 11,7   |
| 20,4   | 60-74 ans    | 20,5   |
| 21,3   | 45-59 ans    | 20,3   |
| 16,8   | 30-44 ans    | 16,3   |
| 15,2   | 15-29 ans    | 13,2   |
| 17     | 0-14 ans     | 15,6   |

## Économie

### Revenus
En 2018, la commune compte 411 ménages fiscaux, regroupant 901 personnes. La médiane du revenu disponible par unité de consommation est de 20 630 € (20 800 € dans le département).

### Emploi
| Division       | 2008  | 2013  | 2018  |
| -------------- | ----- | ----- | ----- |
| Commune        | 5 %   | 8,7 % | 8,3 % |
| Département    | 6,3 % | 7,7 % | 7,7 % |
| France entière | 8,3 % | 10 %  | 10 %  |

En 2018, la population âgée de 15 à 64 ans s'élève à 570 personnes, parmi lesquelles on compte 80,6 % d'actifs (72,3 % ayant un emploi et 8,3 % de chômeurs) et 19,4 % d'inactifs,. En  2018, le taux de chômage communal (au sens du recensement) des 15-64 ans est supérieur à celui du département, mais inférieur à celui de la France, alors qu'il était inférieur à celui du département et de la France en 2008.
La commune fait partie de la couronne de l'aire d'attraction du Puy-en-Velay, du fait qu'au moins 15 % des actifs travaillent dans le pôle,. Elle compte 268 emplois en 2018, contre 323 en 2013 et 283 en 2008. Le nombre d'actifs ayant un emploi résidant dans la commune est de 422, soit un indicateur de concentration d'emploi de 63,6 % et un taux d'activité parmi les 15 ans ou plus de 60,6 %.
Sur ces 422 actifs de 15 ans ou plus ayant un emploi, 103 travaillent dans la commune, soit 24 % des habitants. Pour se rendre au travail, 83,6 % des habitants utilisent un véhicule personnel ou de fonction à quatre roues, 0,2 % les transports en commun, 6,8 % s'y rendent en deux-roues, à vélo ou à pied et 9,3 % n'ont pas besoin de transport (travail au domicile).

## Culture locale et patrimoine

### Lieux et monuments
Le château de Loudes est construit vers l'an 1000. C'est la demeure des barons de Loudes. A. Jocobin écrit que le château était en éminentes ruines vers 1220. L'habitat des barons se recentre autour de la grosse tour. Les restes de la muraille sont détruits à la demande du conseil municipal de Loudes le 25 septembre 1807. Il ne reste aujourd'hui que deux grosses tours, trois petites tours et une partie du mur de la cour du château.

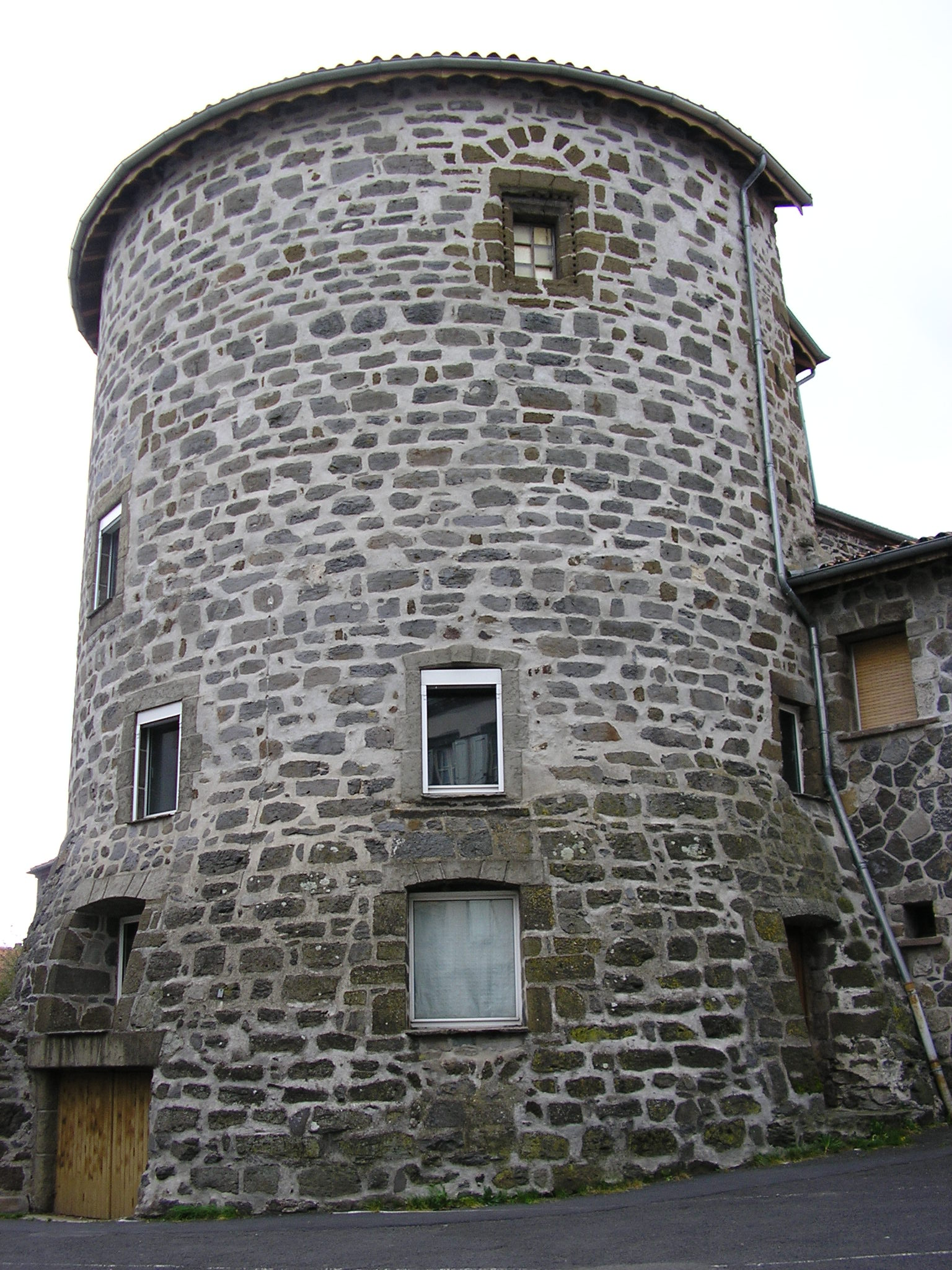
Grosse tour du château.
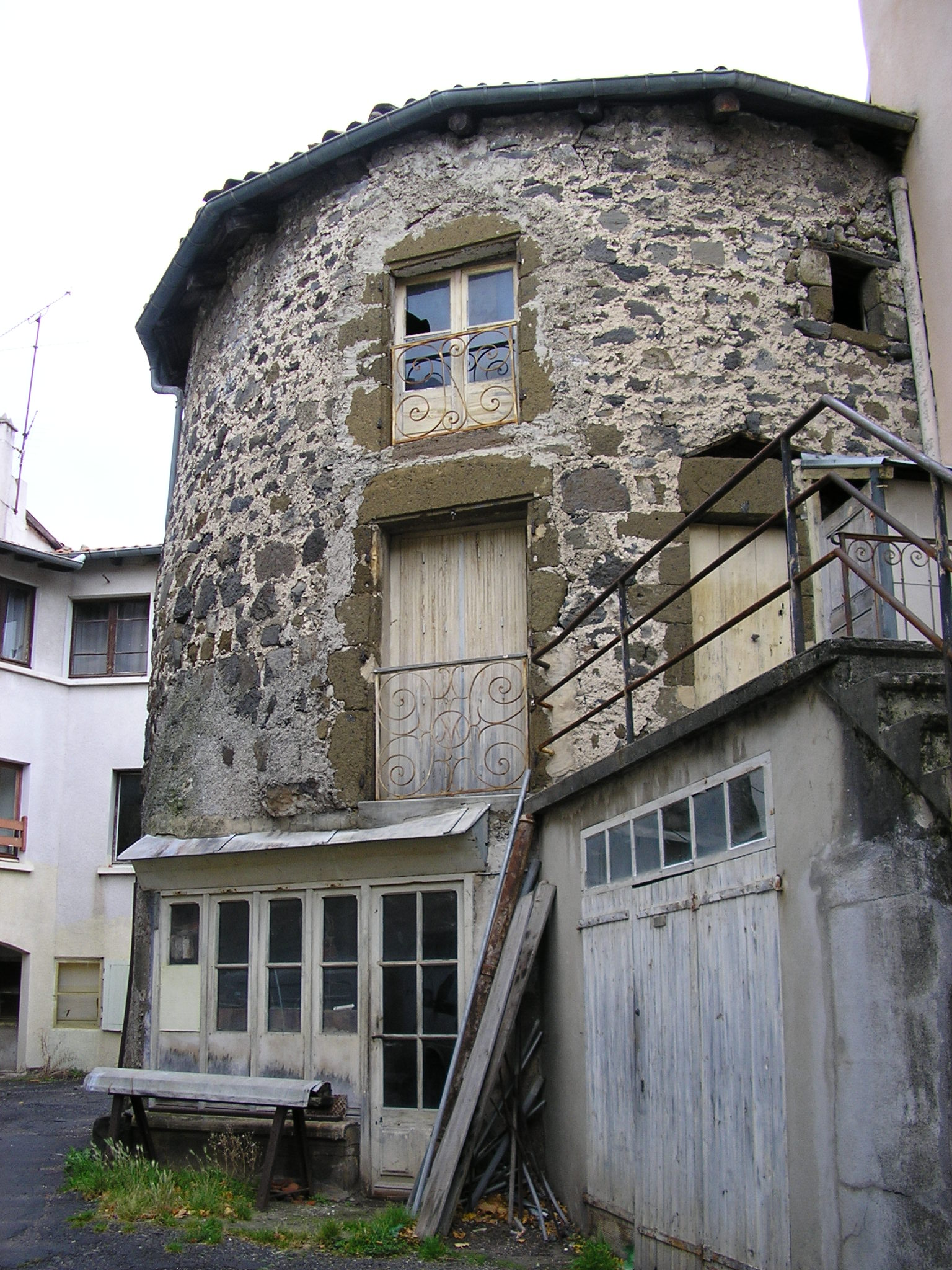
Petite tour du château.
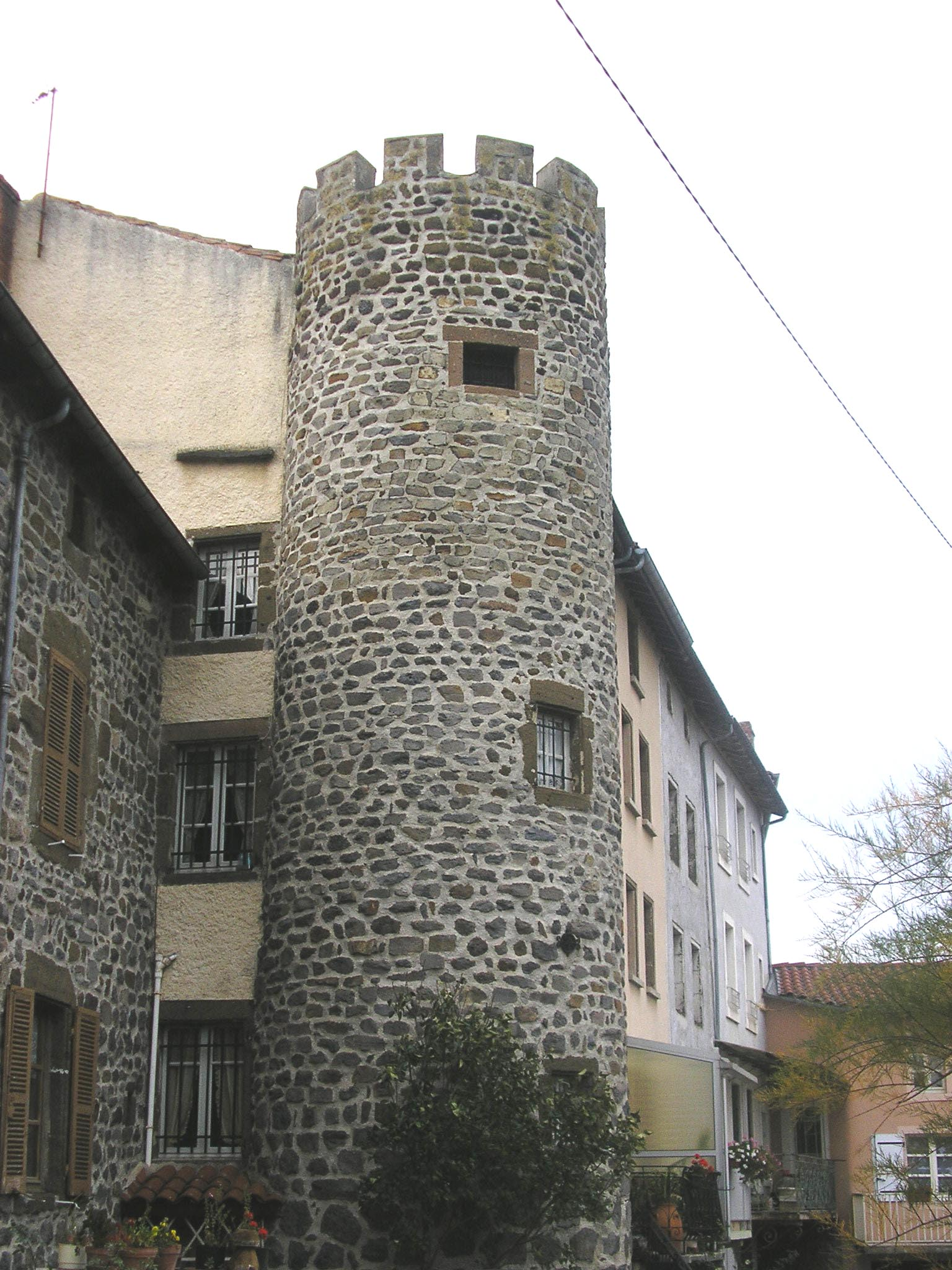
Tour sud-est de l'enceinte du bourg médiéval.
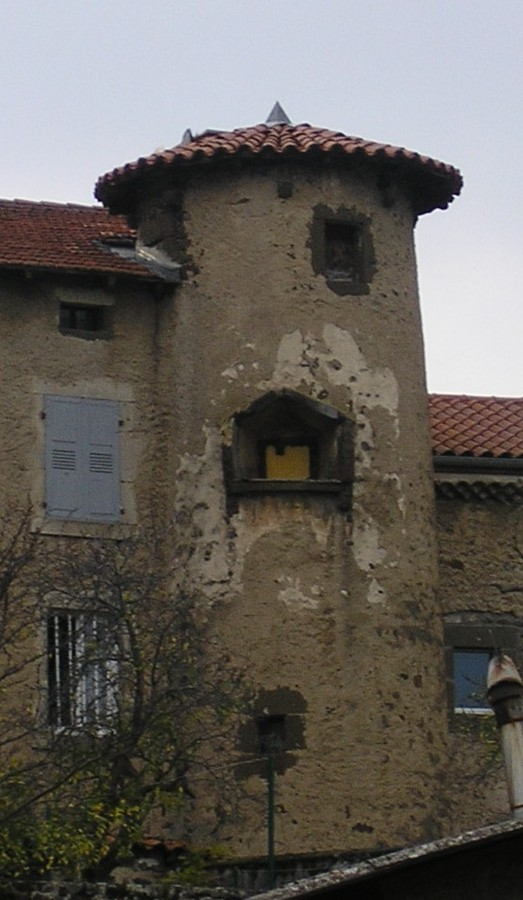
Tour nord-est de l'enceinte du bourg médiéval.
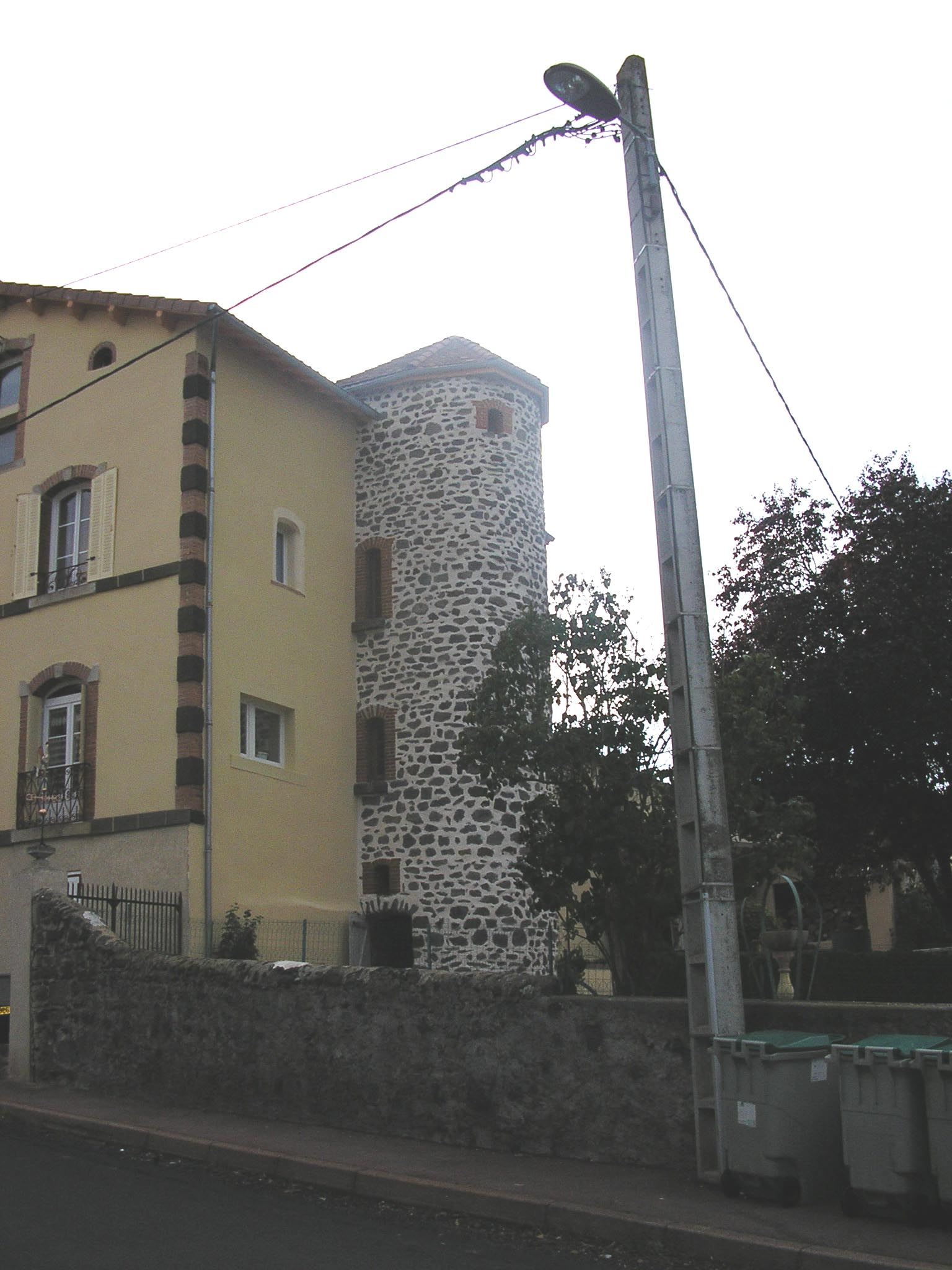
Tour nord-ouest de l'enceinte du bourg médiéval.
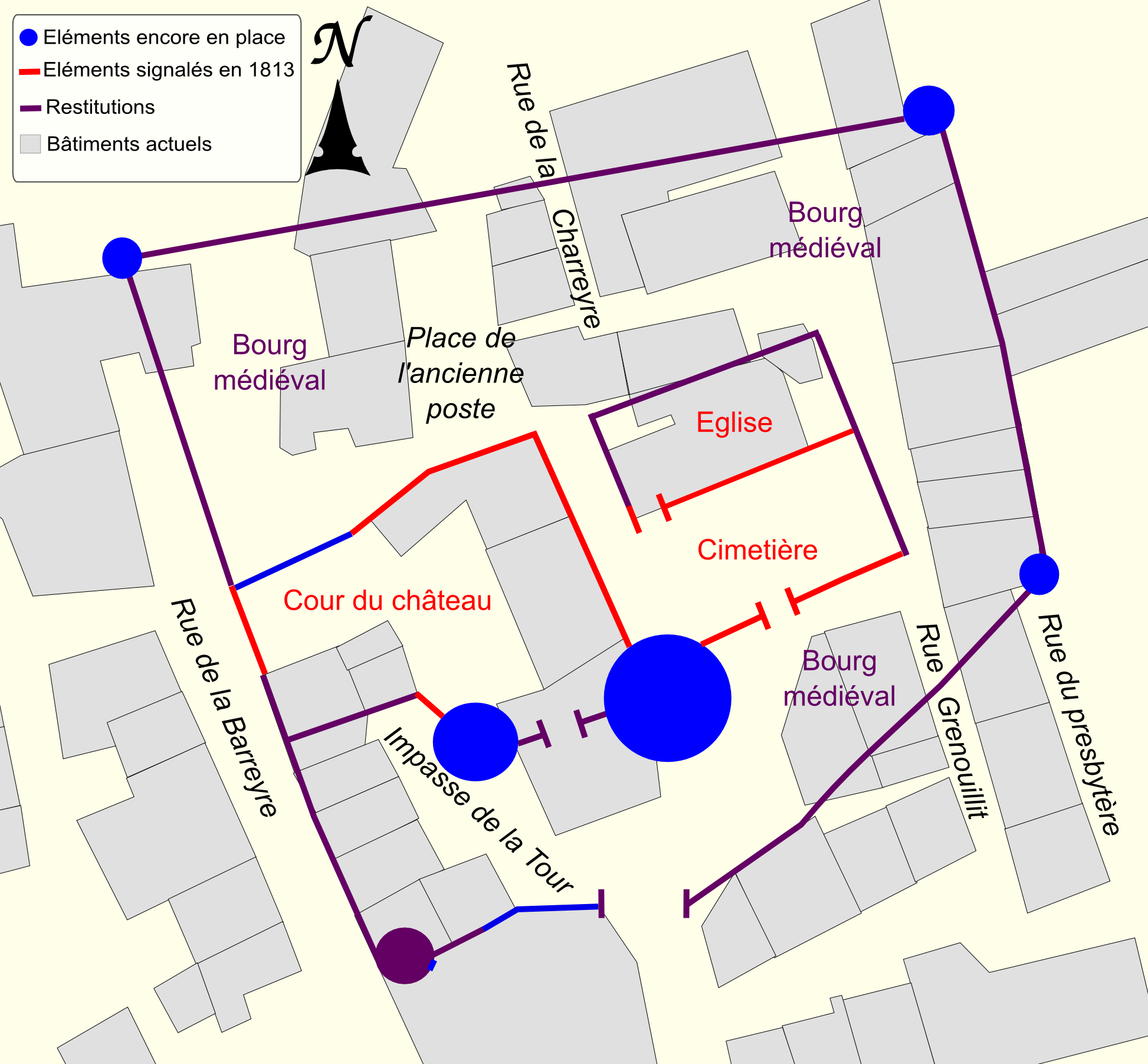
Restitution du château et du bourg médiéval de Loudes.

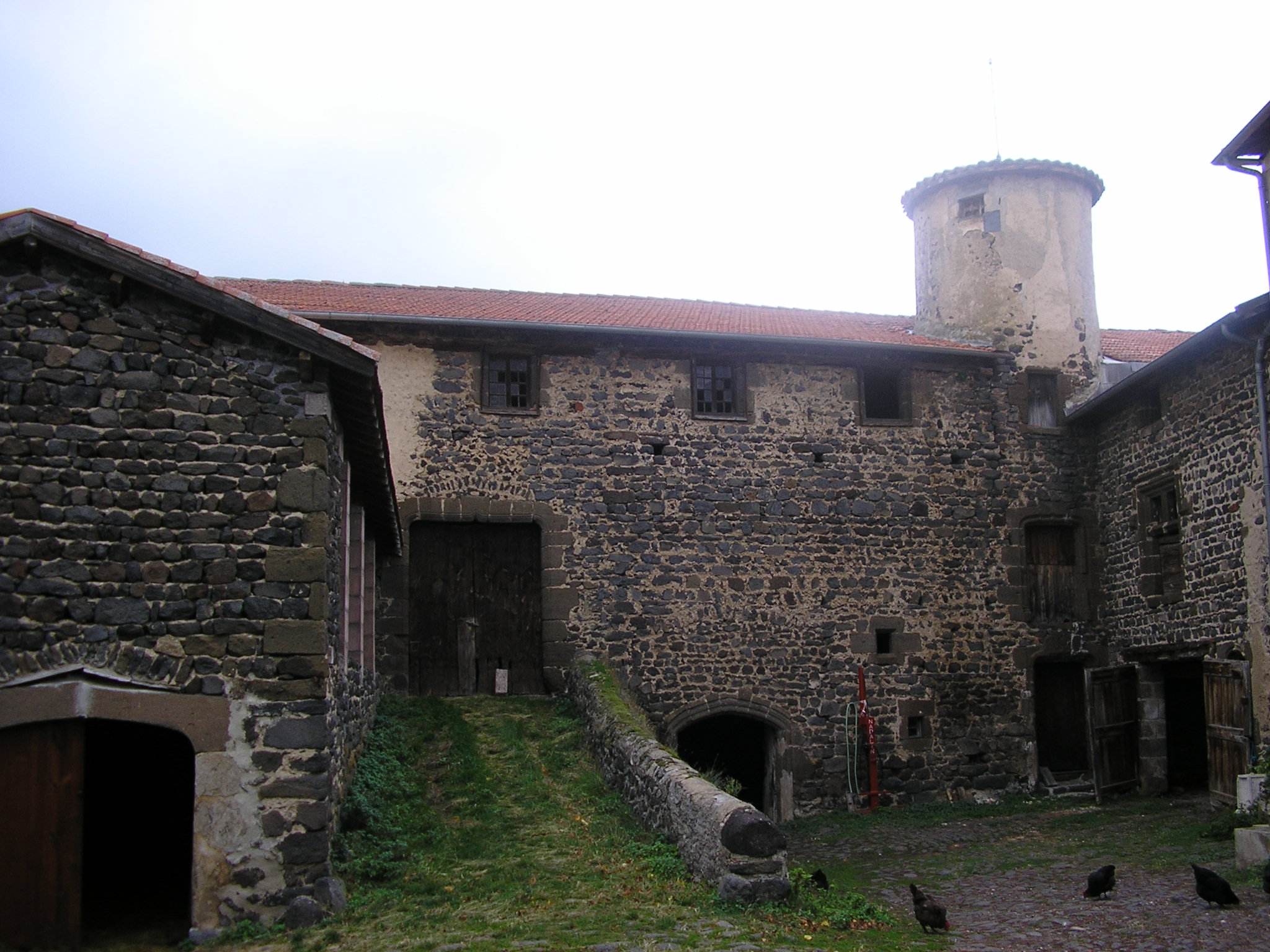
Ancien château de Mestrénac.

Le château de Mestrénac est construit selon la tradition par les Templiers vers 1250. Sous l'ancien régime il appartenait à la famille Rouchon. Ceux-ci étaient une famille de rebouteux. Ils avaient acheté le manoir grâce à la générosité d'un seigneur guéri par eux. Au XVIIIe siècle le château est converti en ferme et pourvu de granges. La porte d'entrée est surmontée d'un cartouche portant un blason qui figure un calice entouré d'une couronne d'épines.

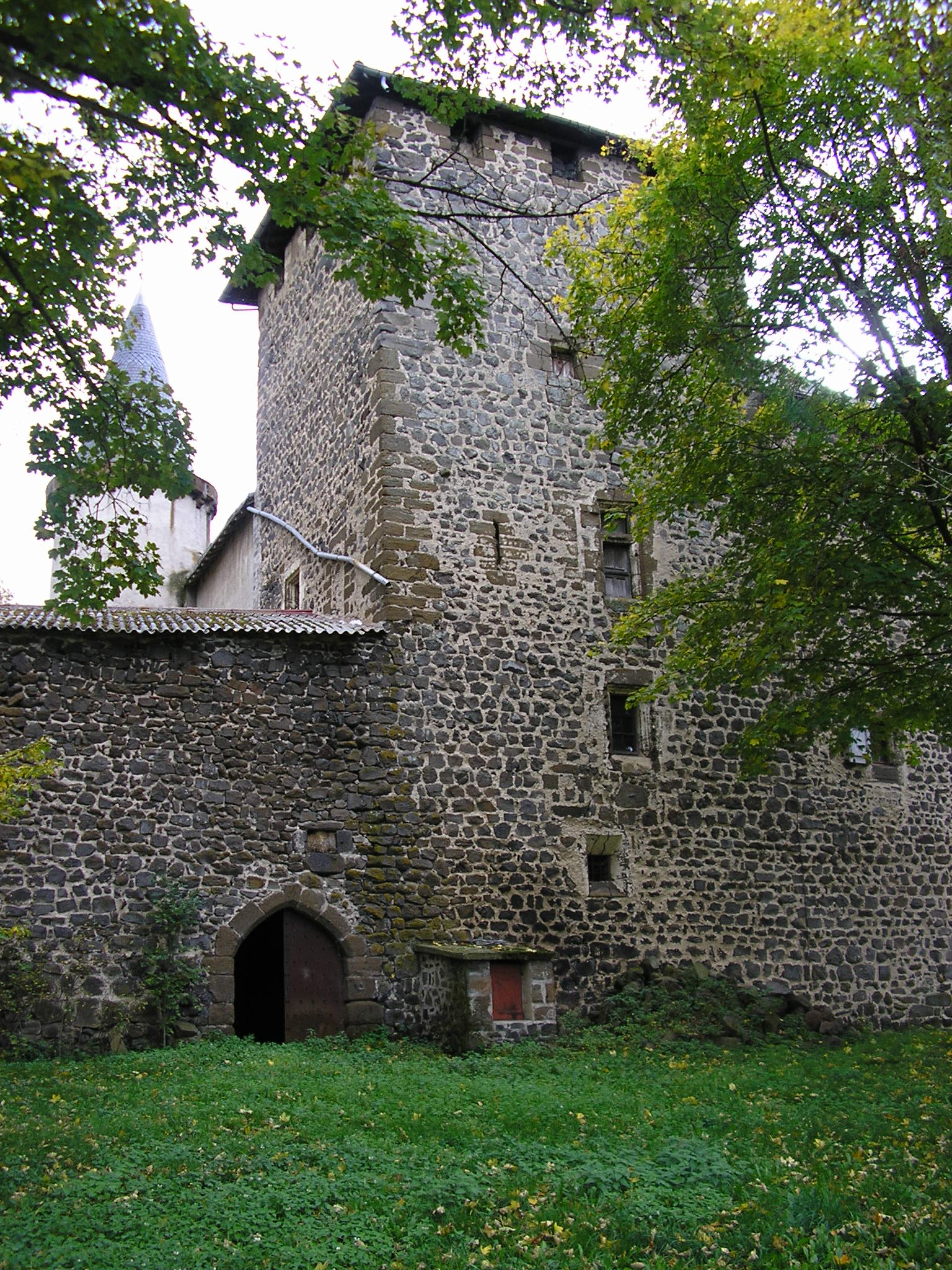
Château du Charrouilh.

Le château du Charrouilh est construit vers 1250 par la famille de Ceyssac. En 1348, à la mort de Durand de Ceyssac, c'est sa fille Béatrix qui en hérite. Elle était l'épouse de Louis de Vissac. Leur descendante directe, Jeanne, se marie ensuite à Perceval Raybe, seigneur de Saint-Marcellin-en-Forez, à qui elle rapporte en dote le château du Charrouilh. Il appartient ensuite à Antoine Raybe, puis Hugues Raybe dit Galles en enfin en 1568 à Antoine II Raybe. Le château est ensuite vendu à Claude Ranquet, un bourgeois du Puy, qui le vend à son tour à Hugues de Fillère écuyer, seigneur de La Bornette, conseiller du roi, et sagemage de la sénéchaussée du Puy-en-Velay. Pendant les guerres de religion, le château est occupé par la garnison royaliste du baron de Chastes. En 1748, le château médiéval est détruit par le feu et est restauré pour 300 livres. Vers 1800, la famille Fillère cède le château au comte Amable de Rochenegly. À la mort de celui-ci, le château est vendu à Bernard Burtin pour 75 000. Il est ensuite vendu à Pierre Achard, puis à Claude Blanc-Furnon, puis à madame Aulagnier. Il appartient à l'heure actuelle à la famille Turin-Toulemonde,.

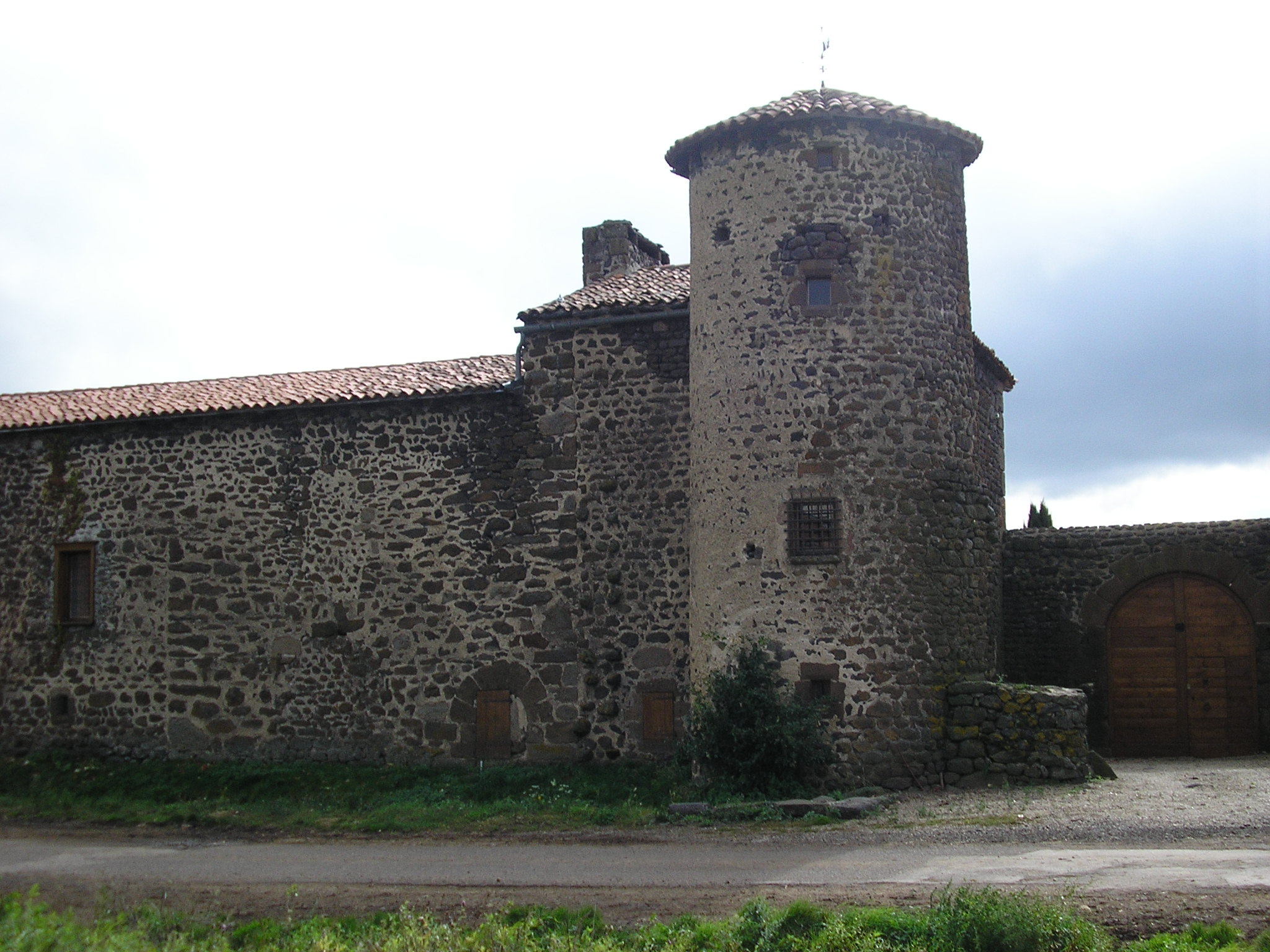
Château de Coubladour.

Le château de Coubladour  Inscrit MH (1986, partiellement) est construit vers 1300 par une famille de nobles. La châtellenie de Coubladour reste dans la mouvance de l'évêque du Puy-en-Velay. Elle devient sous l'Ancien Régime, une auberge pour les muletiers du Velay, qui avait pour nom l'auberge du Casque. La maison forte est transformée au XIXe siècle en exploitation agricole. La tour est percée à sa base d'une meurtrière commandant l'ensemble de la courtine nord.

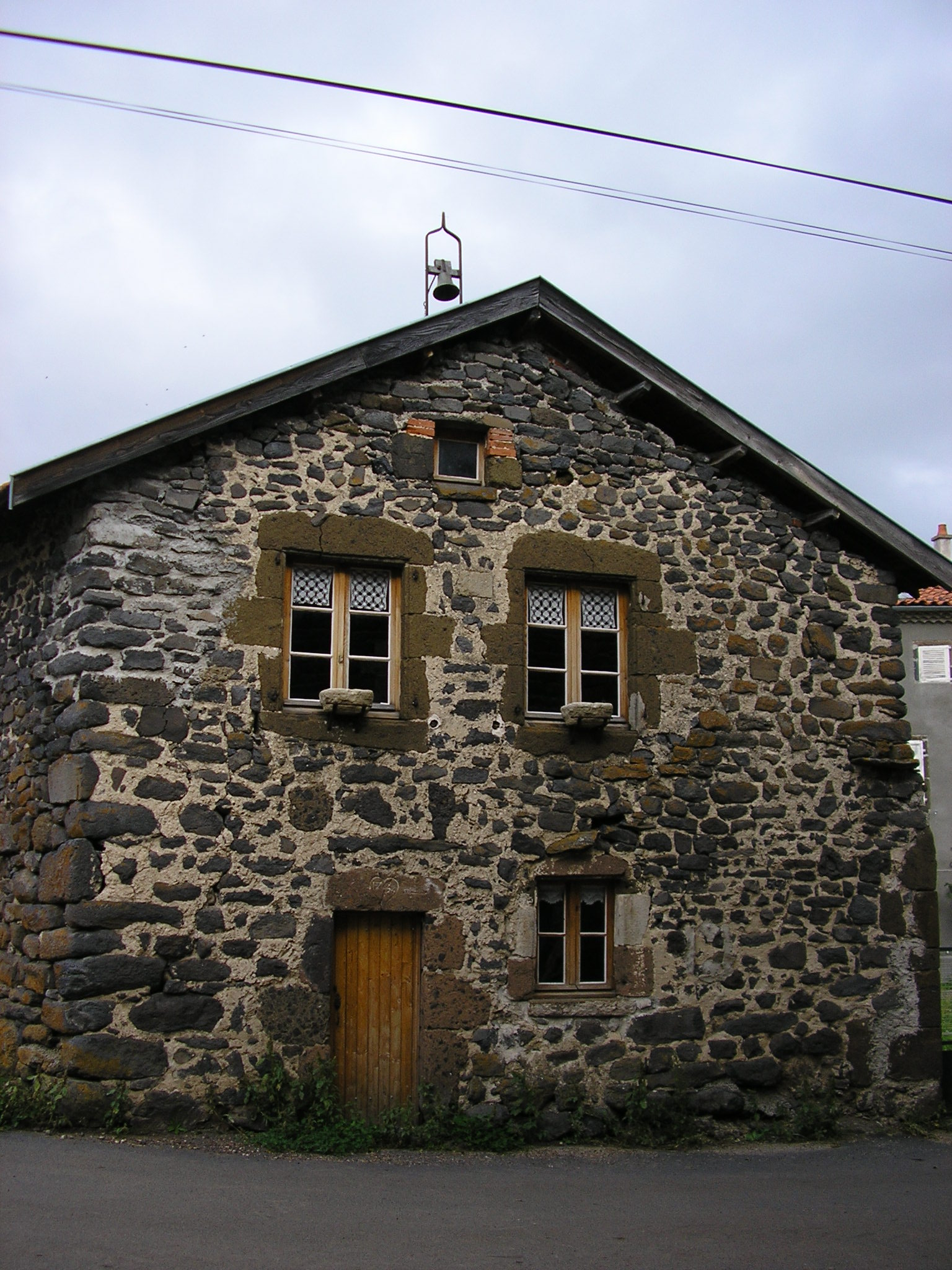
Maison de la béate de Civeyrac.

La maison de la Béate de Civeyrac est construite en 1755, l'assemblée de Civeyrac, servit du XVIIIe siècle au XIXe siècle d'école pour filles. Une religieuse, la béate y enseignait le catéchisme, les prières, la lecture, l'écriture et la dentelle. À la fin des années 1990, la mairie la fait aménager en petit musée.
Les fours sont construits à la fin du XVIIe siècle et au début du XVIIIe siècle : chaque village de Loudes a construit son propre four. Le plus ancien est celui de Vendos, construit en 1772. Ils ont tous été restaurés dans les années 1970-1990. 
Le four à pain de Coubladour  Inscrit MH (1990) est représentatif du petit patrimoine rural, de ces équipements qui étaient indispensables pour permettre la vie des habitants.

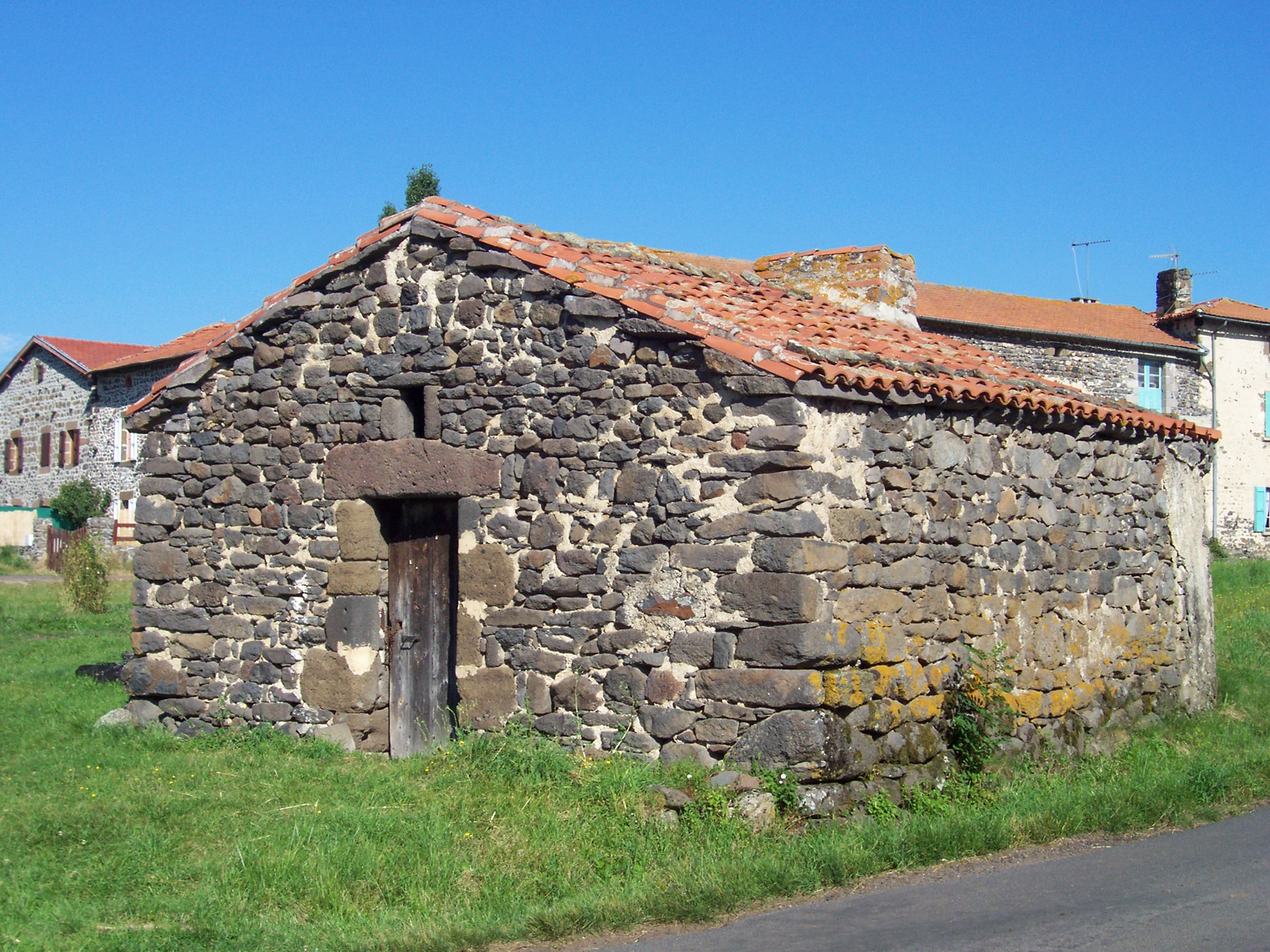
Four du village de Coubladour.
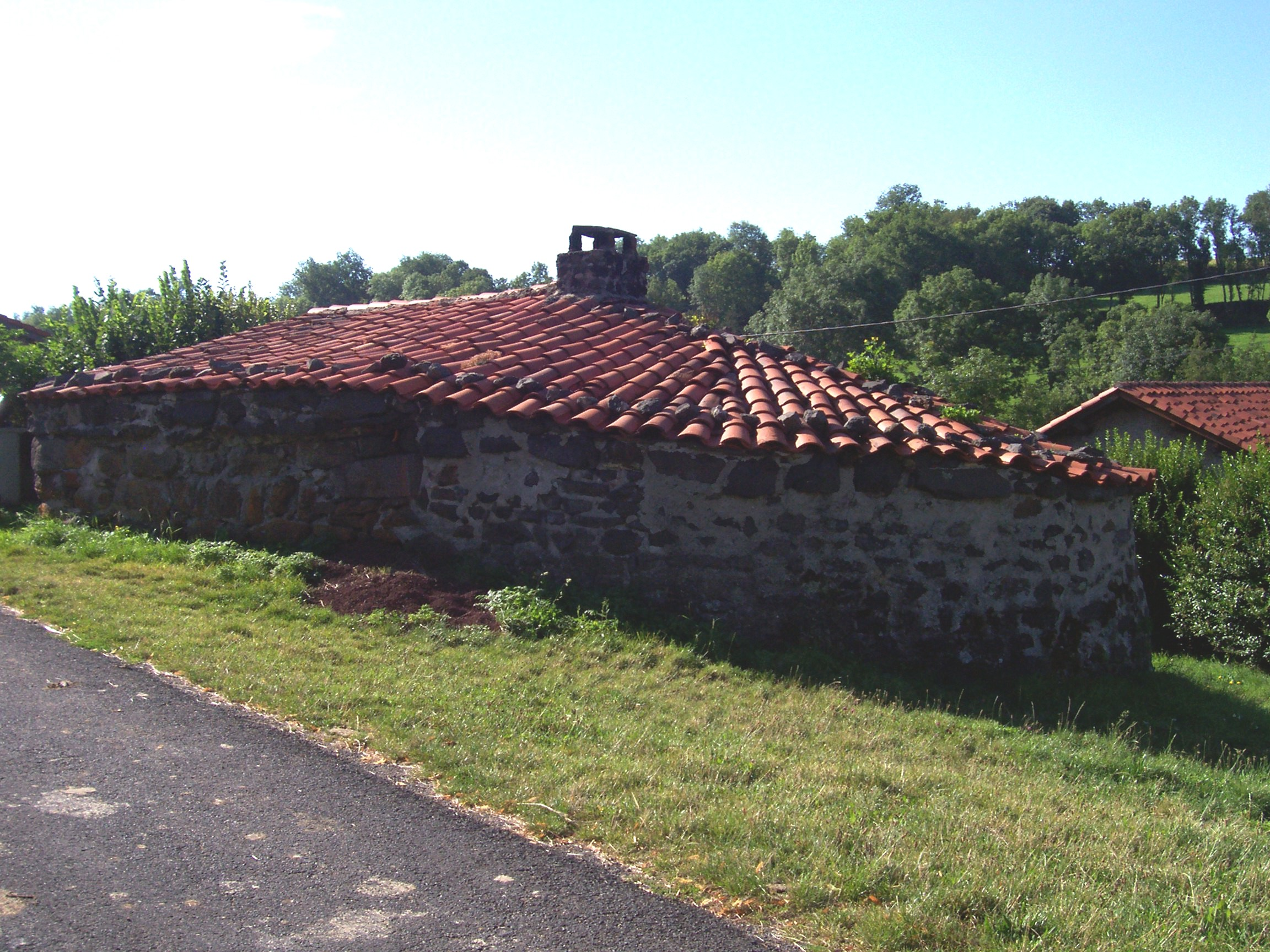
Four du village de Vendos.

Plusieurs lavoirs du début du XVIIIe siècle ont été restaurés dans les années 1990 par la mairie. Les plus beaux sont ceux du bourg et du village de Pouzols (l'un des rares lavoirs circulaires de la région).

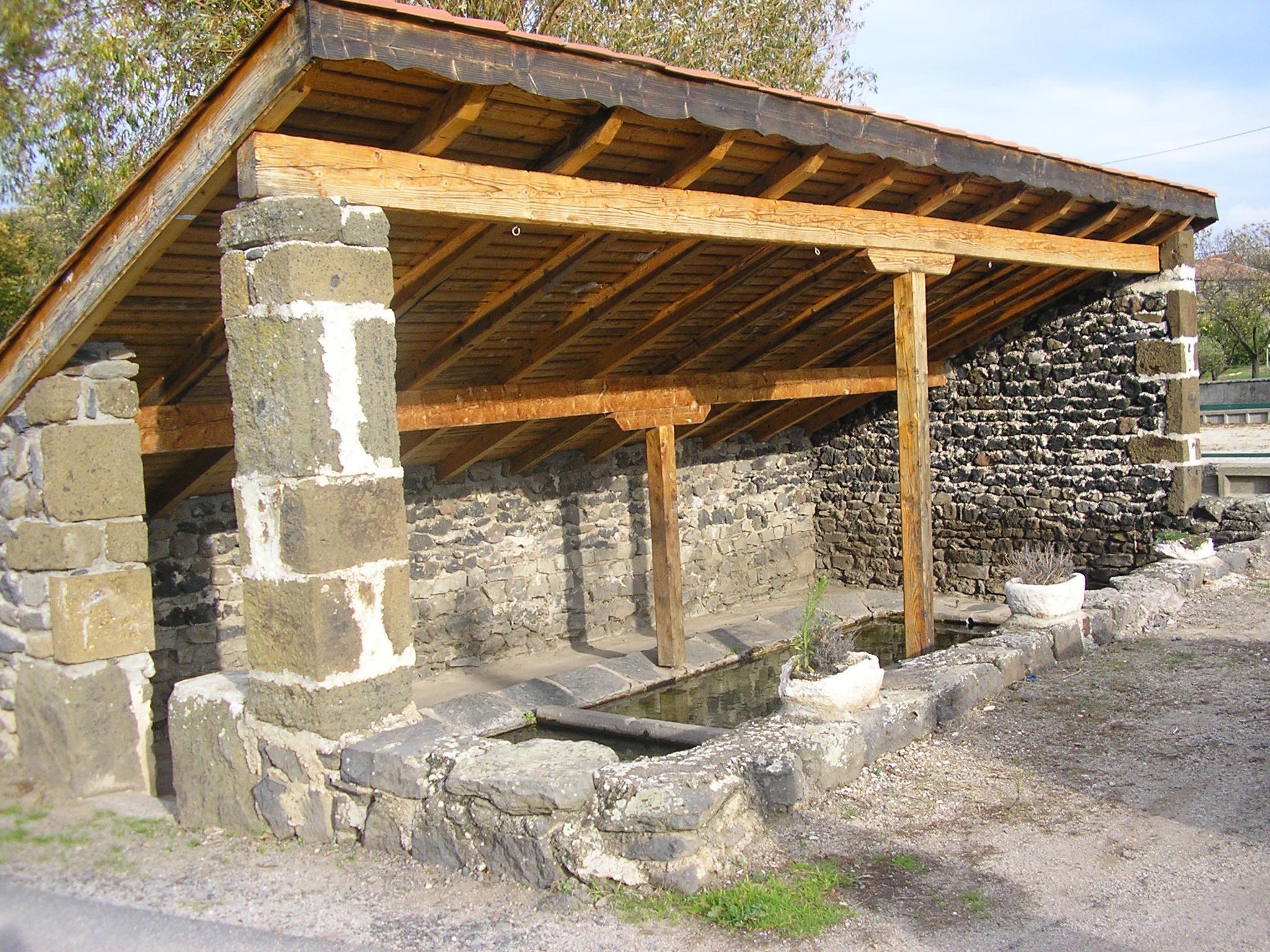
Lavoir du bourg de Loudes.
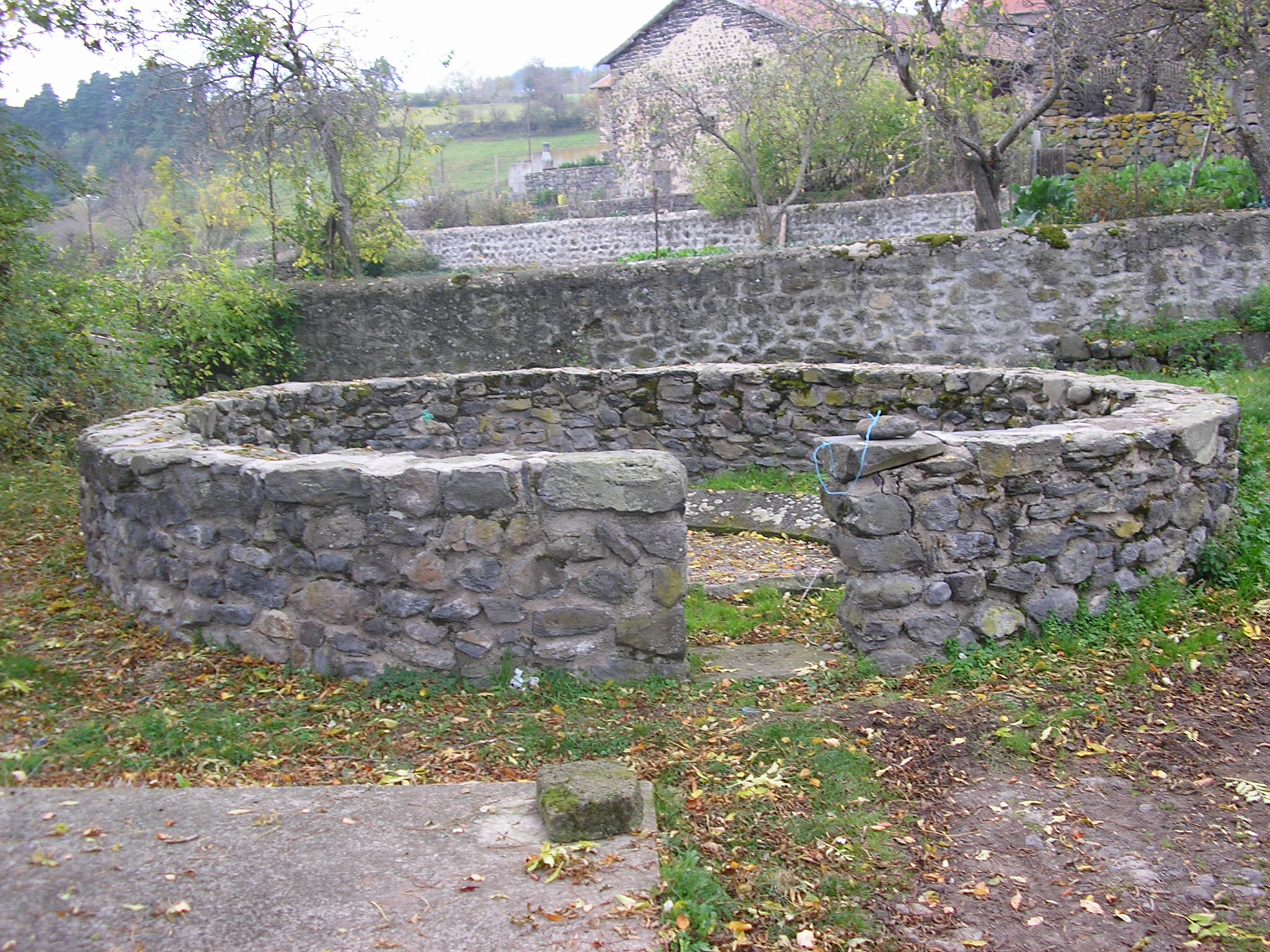
Lavoir du village de Pouzols.

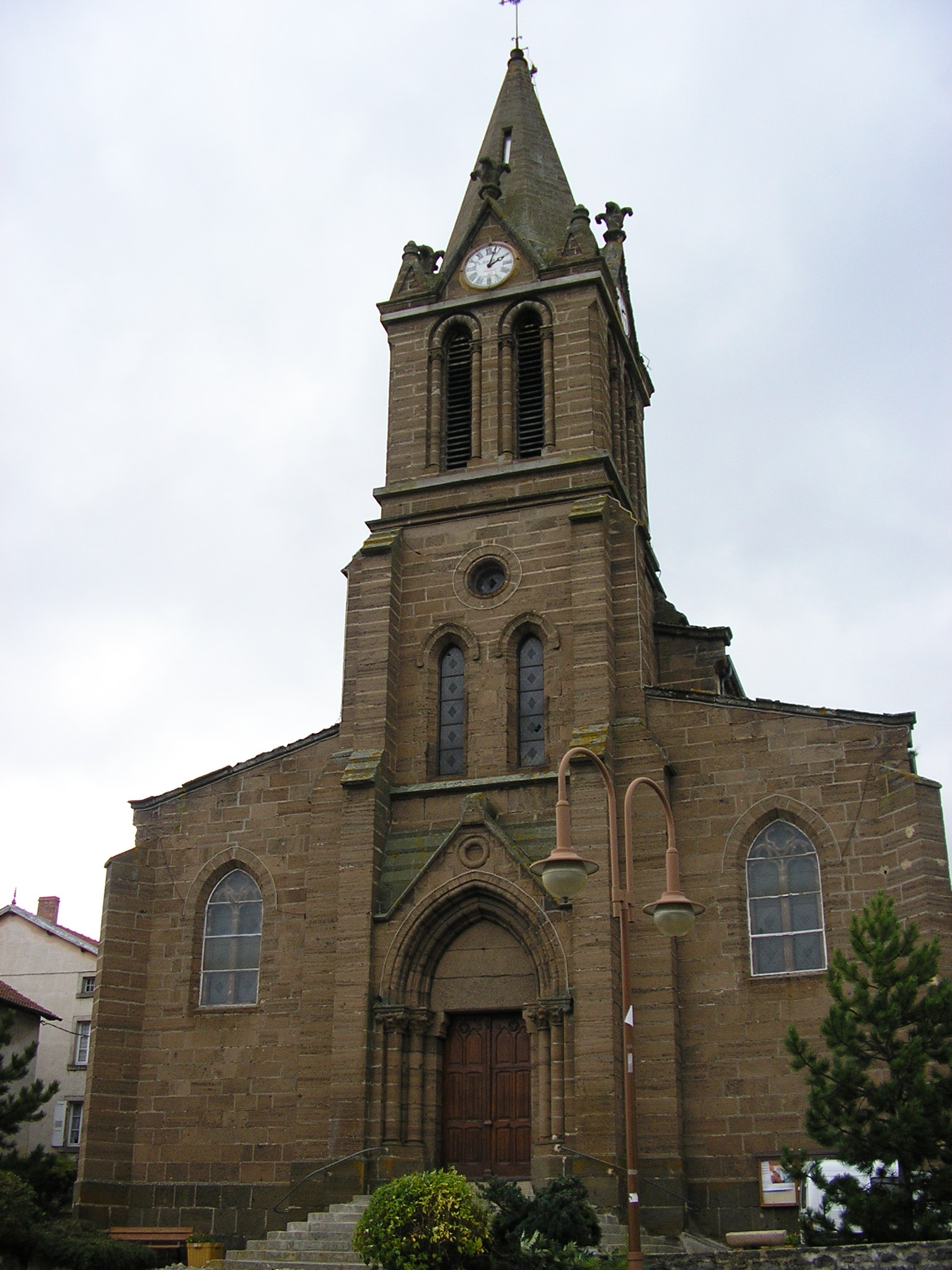
Église paroissiale.

L'église paroissiale est construite à partir de 1865 avec des pierres du pays. La tour est ornée d'une horloge qui sonne les heures jour et nuit. L'intérieur a été rénové en 1982. Le patron de la paroisse est saint Roch (1340-1380). Il est fêté le 16 août et le dimanche qui suit est organisée la Vogue traditionnelle.

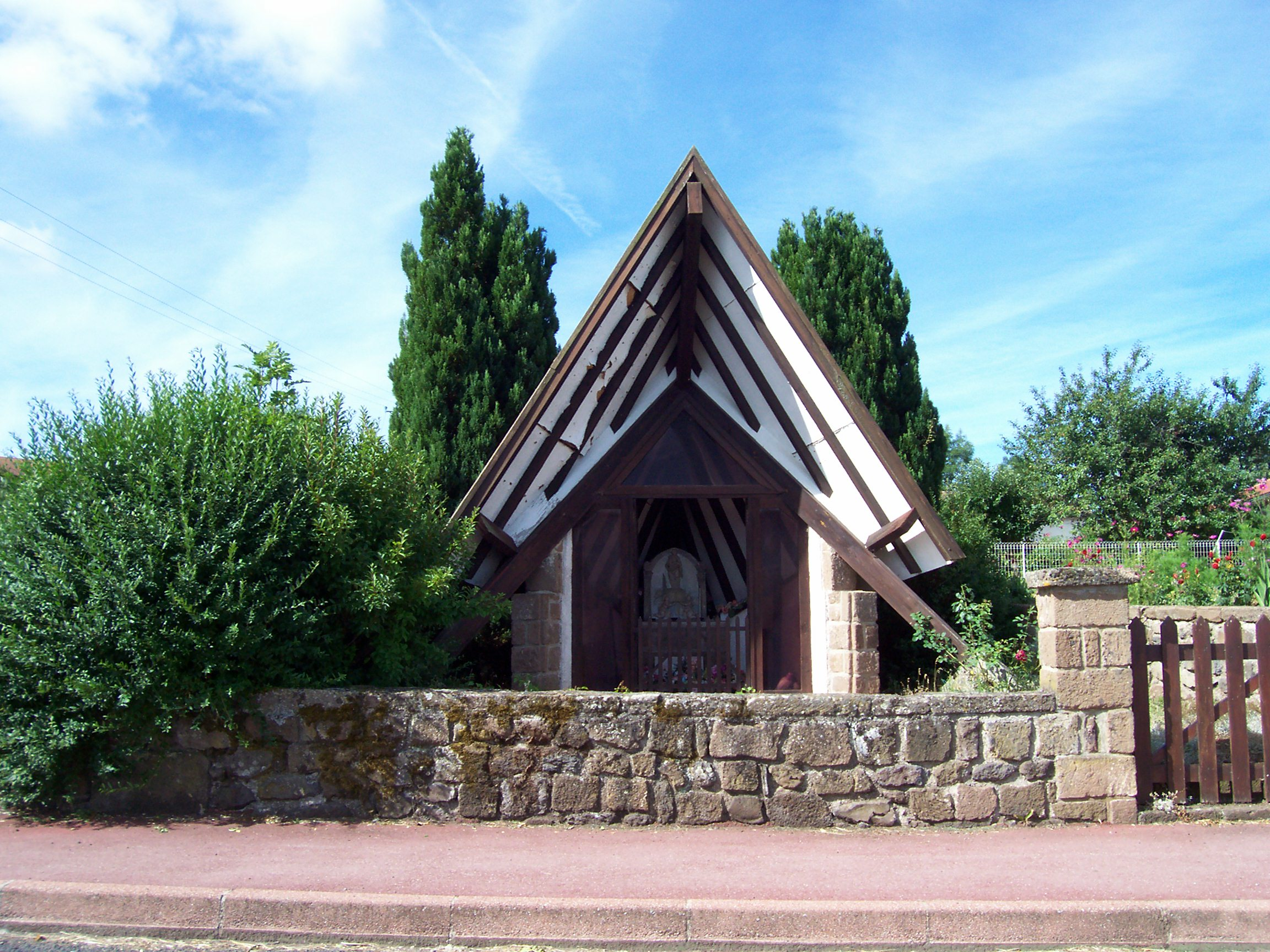
Chapelle de Notre-Dame-de-Lorette.

La chapelle de Notre-Dame-de-Lorette a remplacé une ancienne chapelle. Lors des foires, les marchands de bestiaux y jetaient des pièces de monnaie pour que leurs ventes soient bonnes. Le carrefour ayant été élargi, la chapelle d'origine fut rasée et remplacée par une très contemporaine construction à toit pentu.

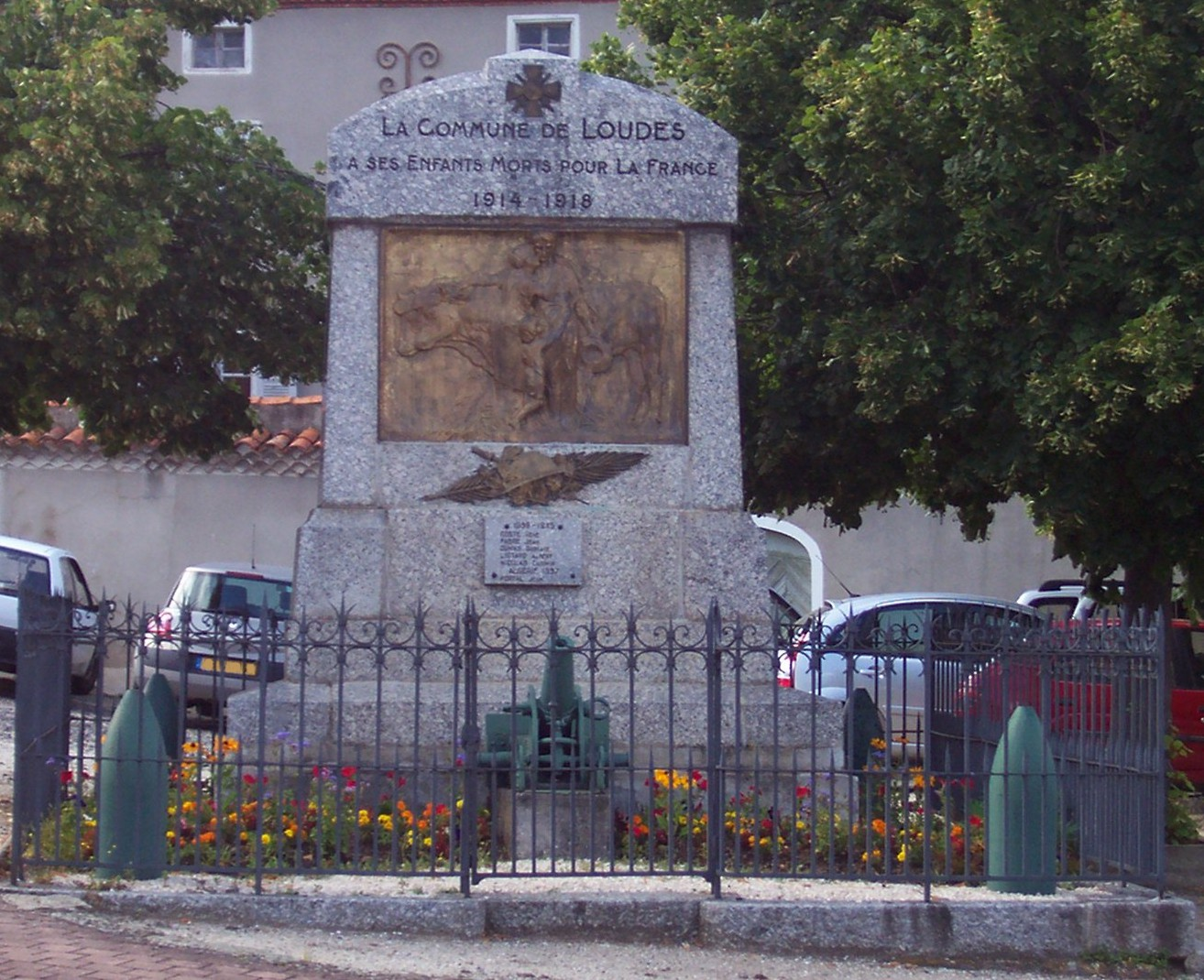
Monument aux morts de Loudes.

Le monument aux morts contient un vaste enclos en ferronnerie qui accueille quatre obus et un canon de tranchée. Une stèle porte la dédicace "La commune de Loudes à ses enfants morts pour la France : 1914-1918". Le bas-relief en bronze est signé du sculpteur ponot Marcelin Sabatier. Il représente la mobilisation d'un paysan. Le monument a été inauguré le 17 septembre 1922 en présence  du maire Adrien Pays, de monsieur Laurent Eynac, sous-secrétaire d'État à l'aéronautique et des sénateurs Enjolras et Foulhy.

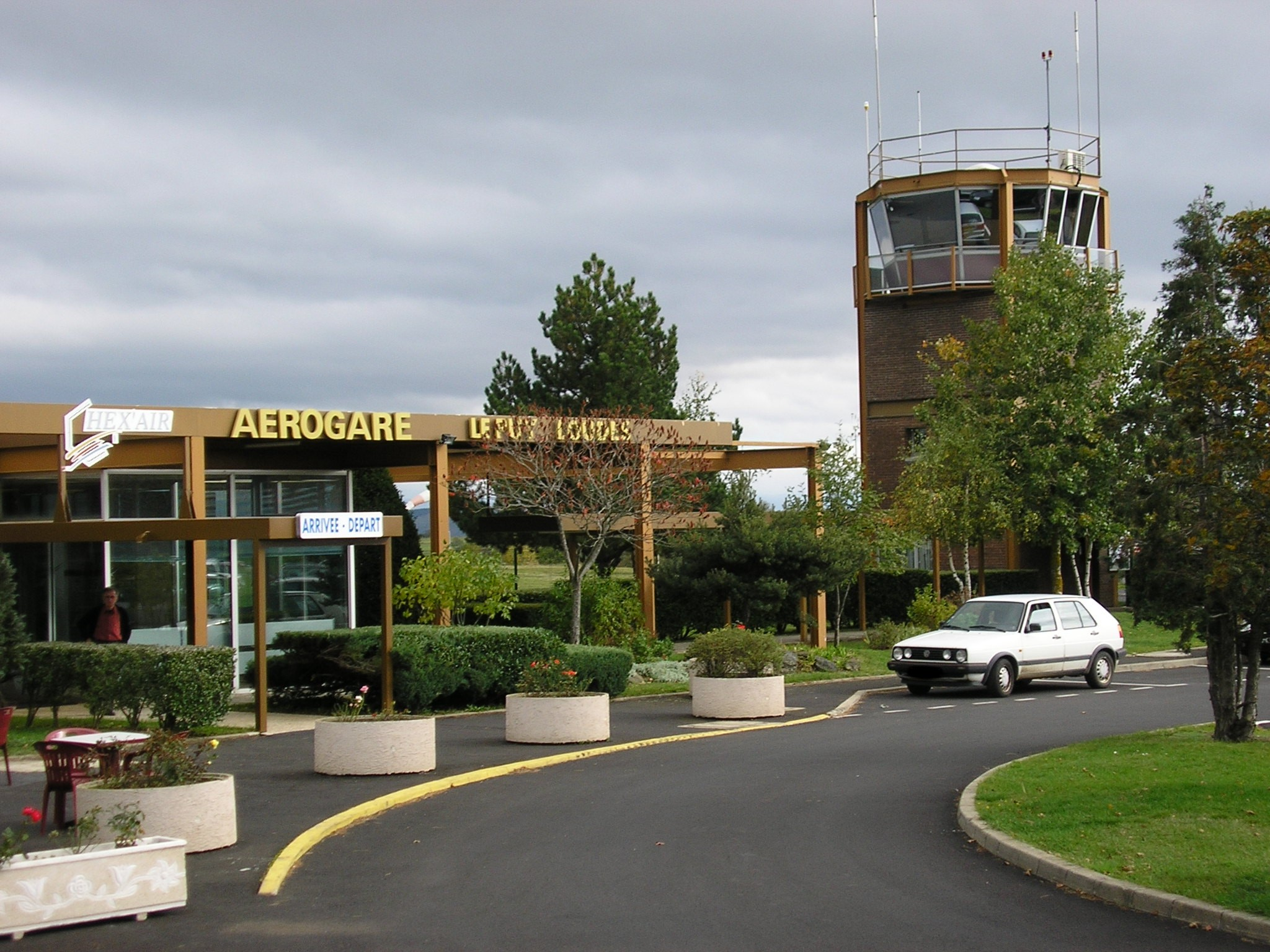
Aérodrome Le Puy-Loudes.

L'Aéroport Le Puy-en-Velay / Loudes est également nommé « aérodrome Le Puy-Loudes ». C'est le 9 septembre 1931 qu'est fondé l'aéro-club du Puy. Le 5 février 1935 le préfet Louis Comtet signe un arrêté déclarant d'intérêt public la construction d'un aérodrome. En 1977, sont construits des bâtiments administratifs, une tour de contrôle et un restaurant. L'aérodrome chevauche la commune de Loudes et celle de Chaspuzac. Son emprise au sol est de 75 hectares. Il n'y a qu'une seule ligne aérienne. Elle est exploitée par Hex'Air, à raison de deux vols aller-retour quotidiens. Elle permet de relier Paris-Orly en une heure dix grâce à un turbopropulseur Beechcraft 1900 de dix-neuf places,.
La fontaine de la Cheneau a été restaurée dans les années 1990 par la mairie. L'ancienne source a été mise en évidence avec l'apport d'orgues basaltiques et de plantes. Beaucoup de Loudois viennent y remplir leurs bouteilles pour la consommation quotidienne.
La fontaine de Loudes et la fontaine de Vaures sont situées près de l'église, et au village de Vaures.

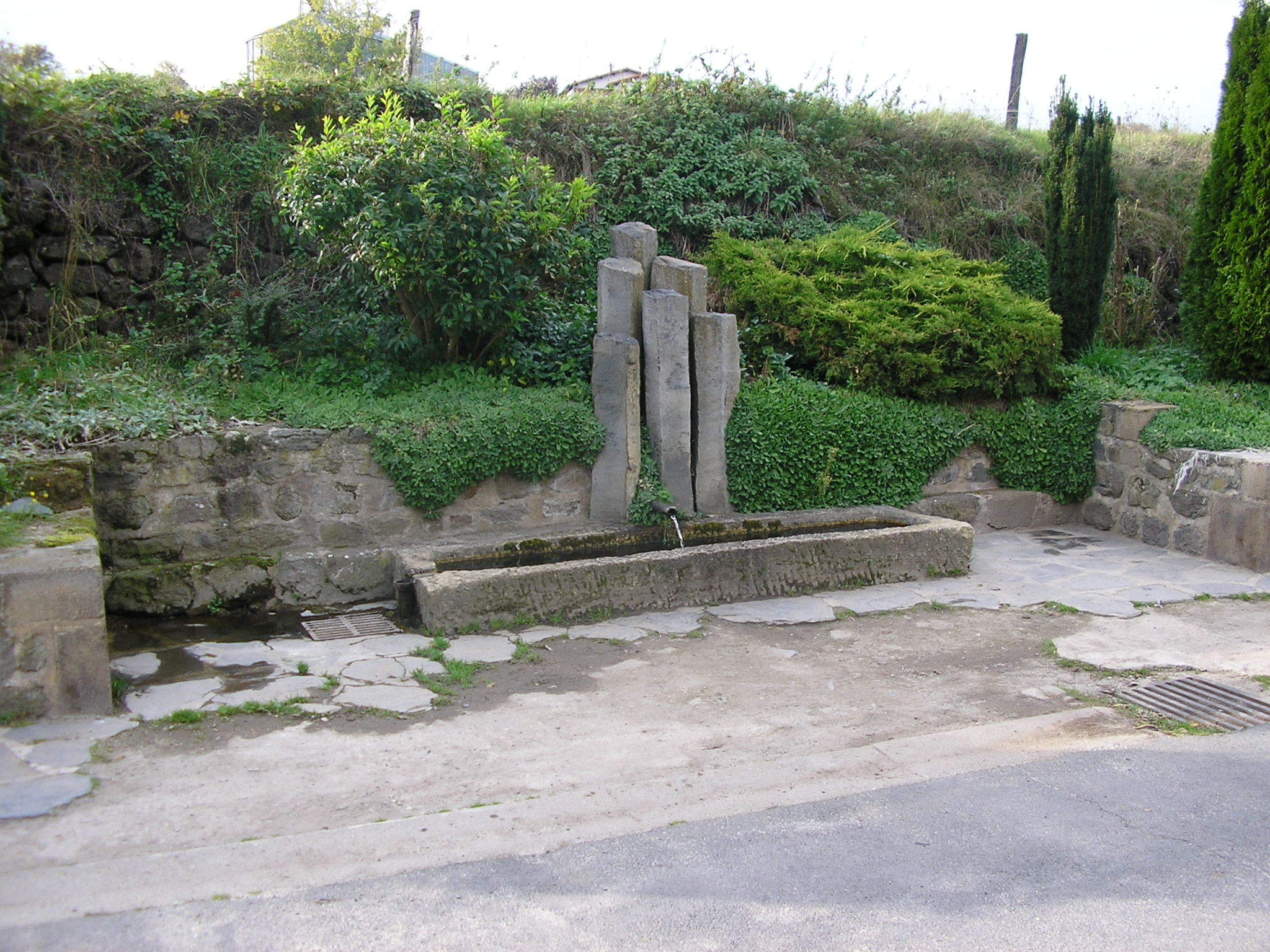
Fontaine de la Cheneau.
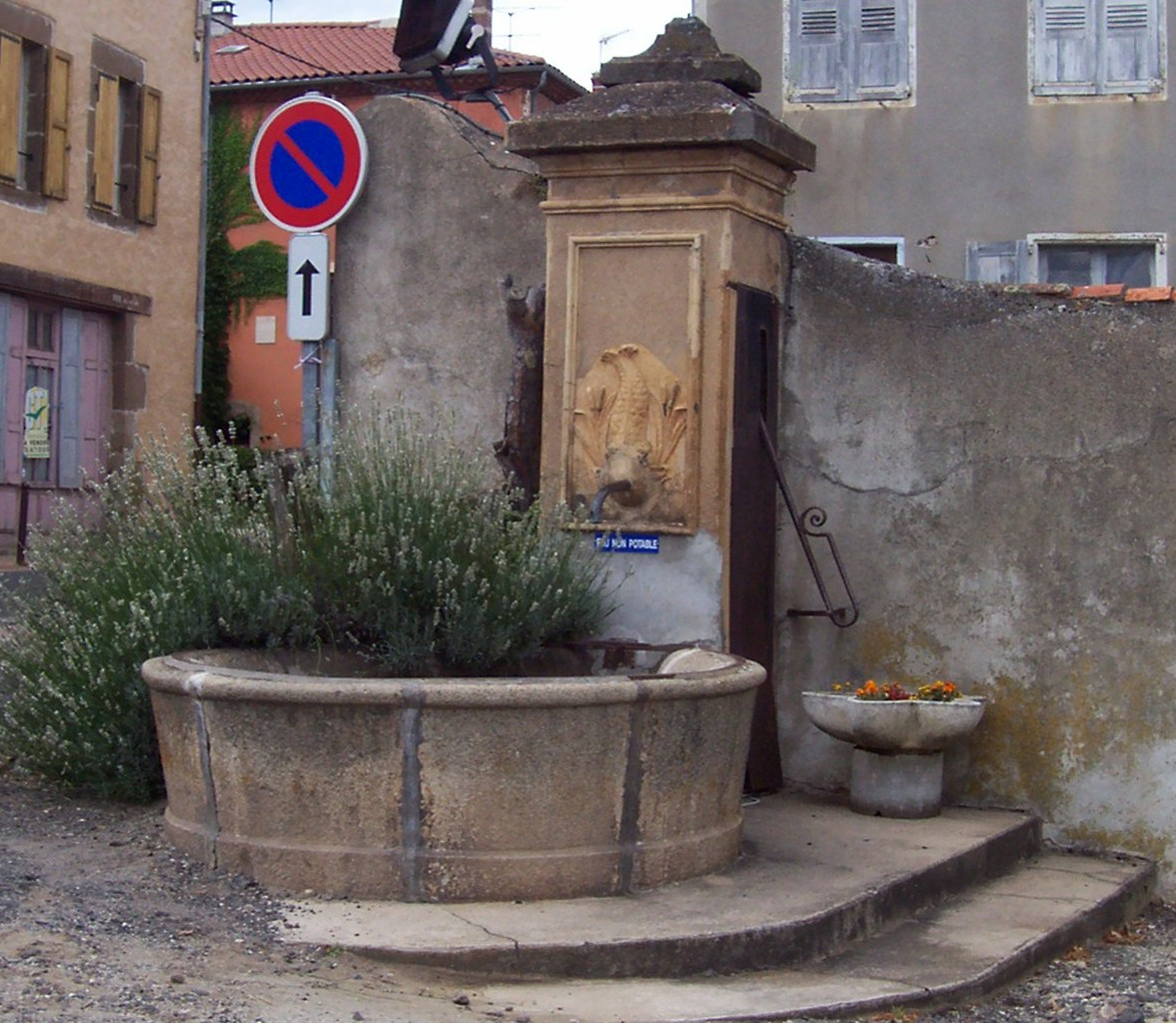
Fontaine du bourg de Loudes.
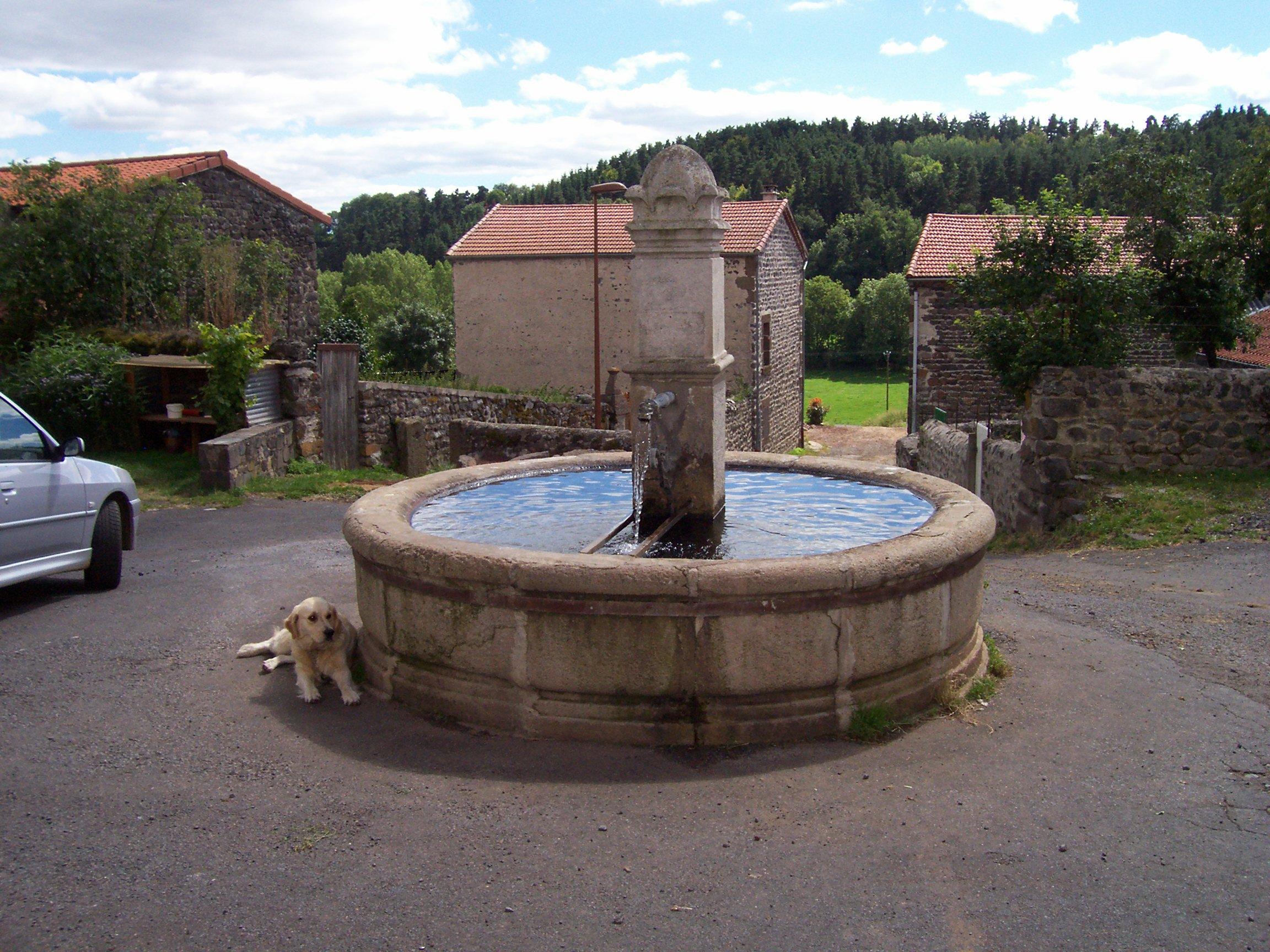
Fontaine du village de Vaures.

Il y a de nombreuses croix à Loudes. La croix la plus ancienne date de 1613. Elle est à l'entrée de Loudes. Une croix en pierre entre Vaures et le Mazet date de 1844. Une croix en fer à l'entrée de Vaures date de 1875. Elles ont été construites en souvenir de la mission. Une deuxième croix en fer forgé se trouve en face de l'église.

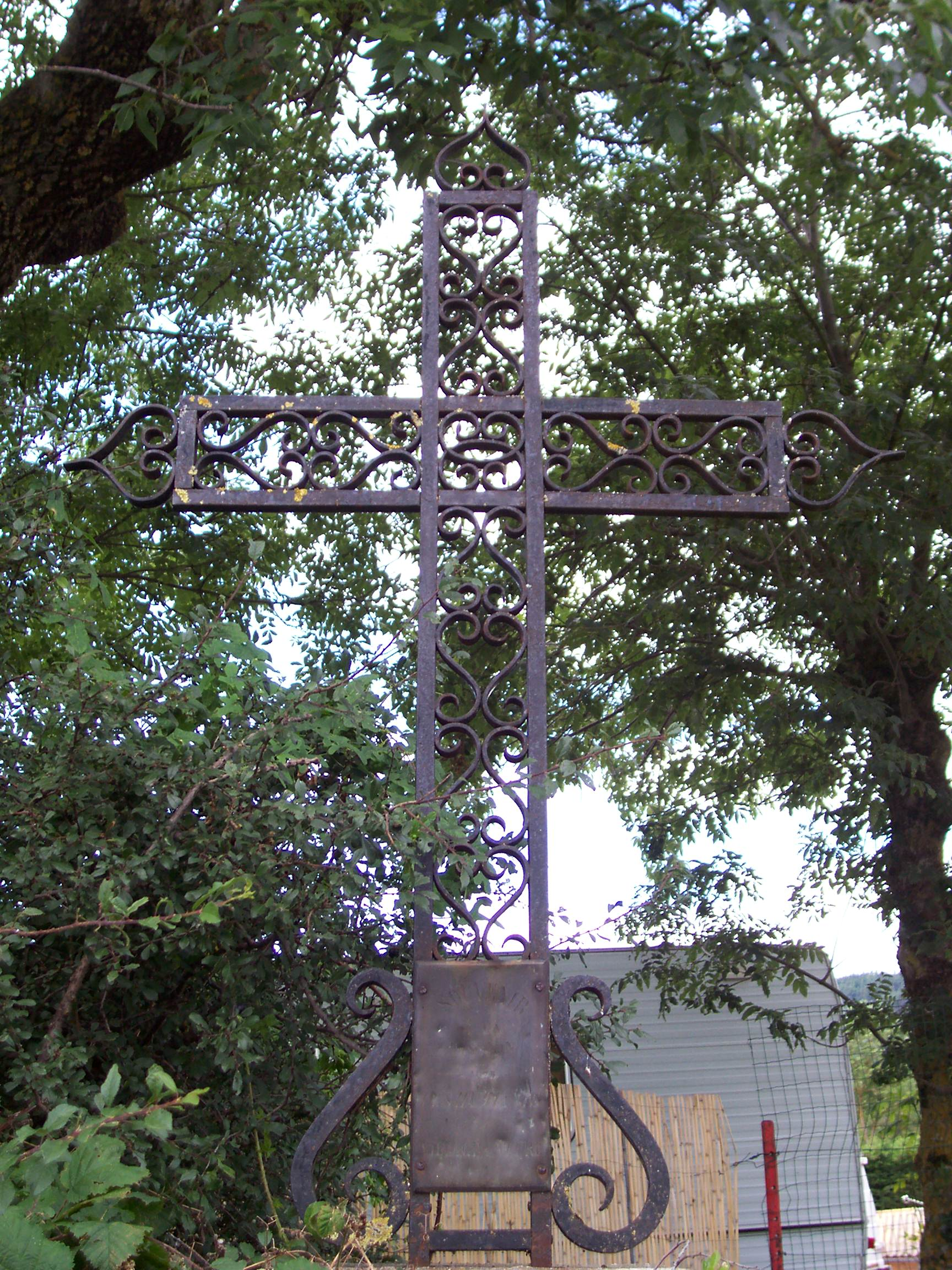
Croix de Vaures de 1875.
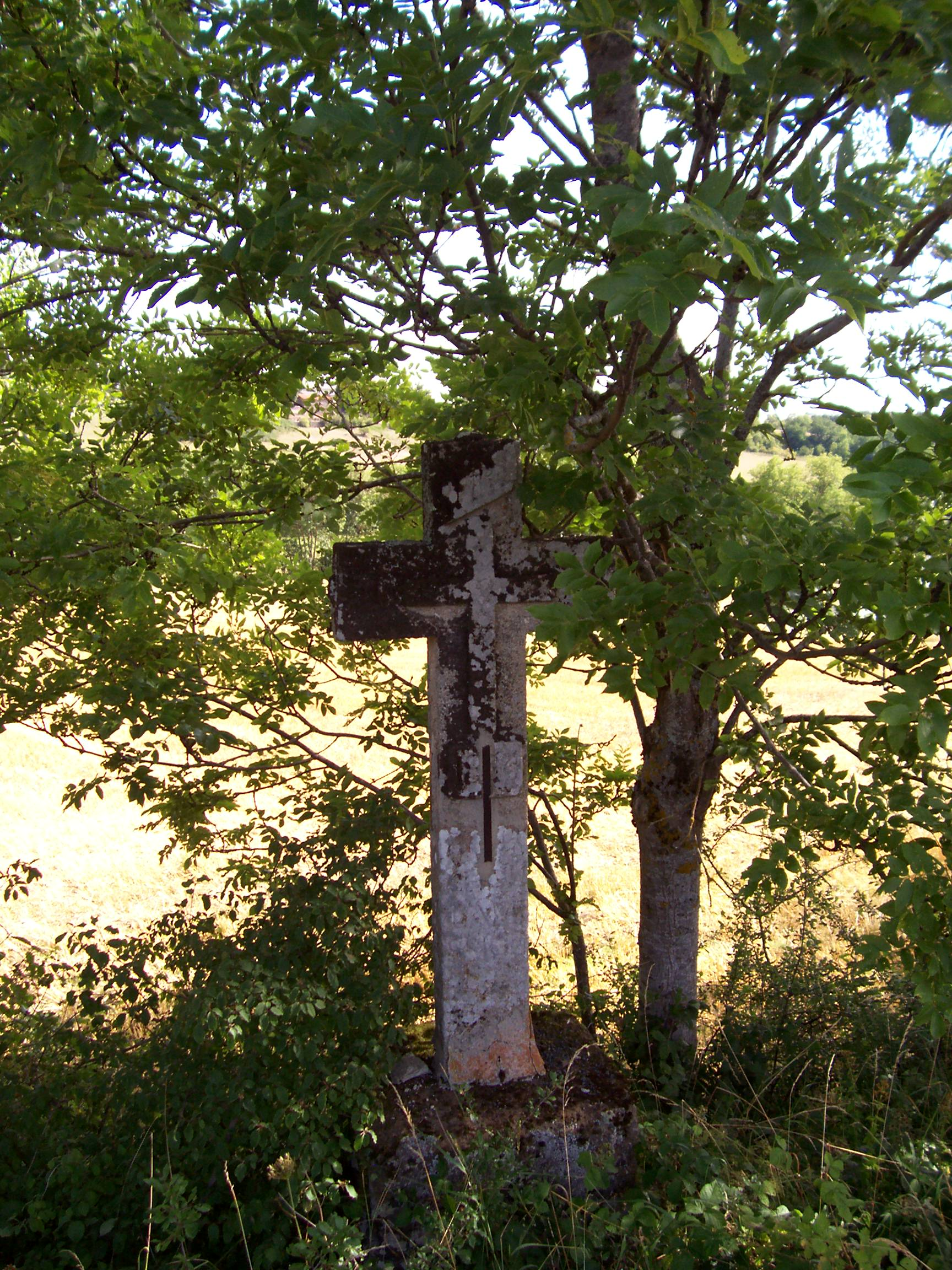
Croix entre Vaures et Le Mazet de 1844.
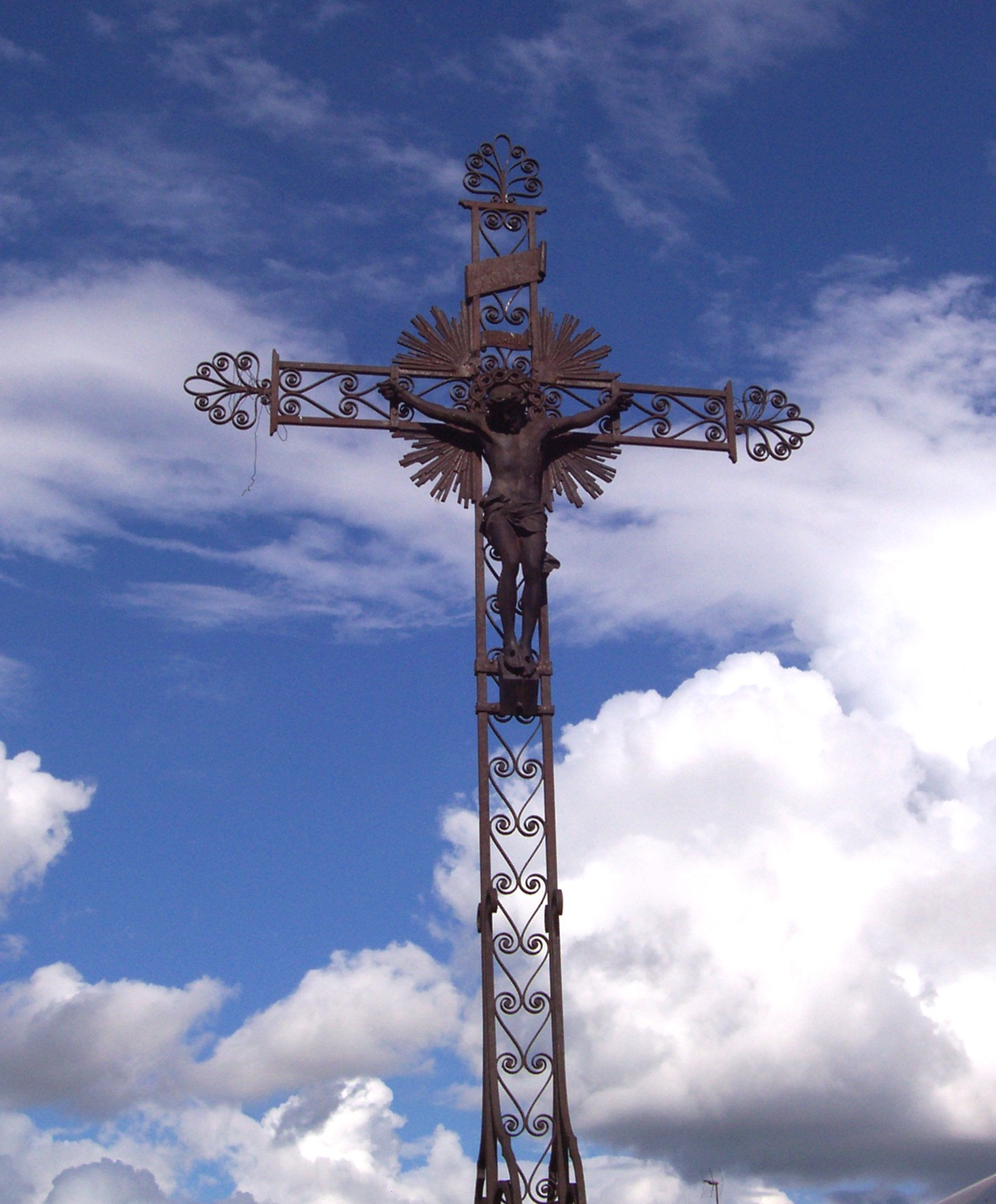
Croix en face de l'église.
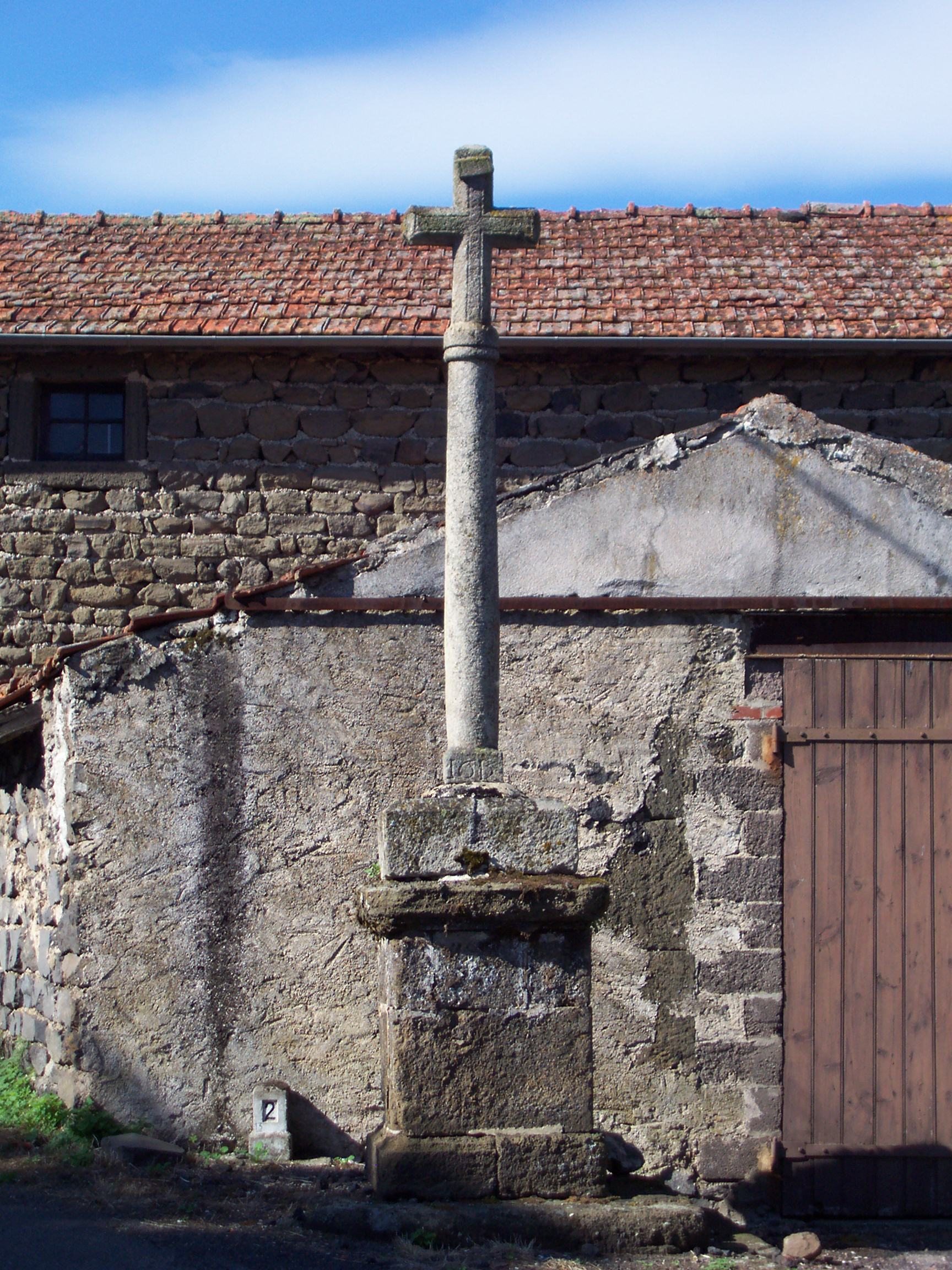
Croix de Loudes de 1613.

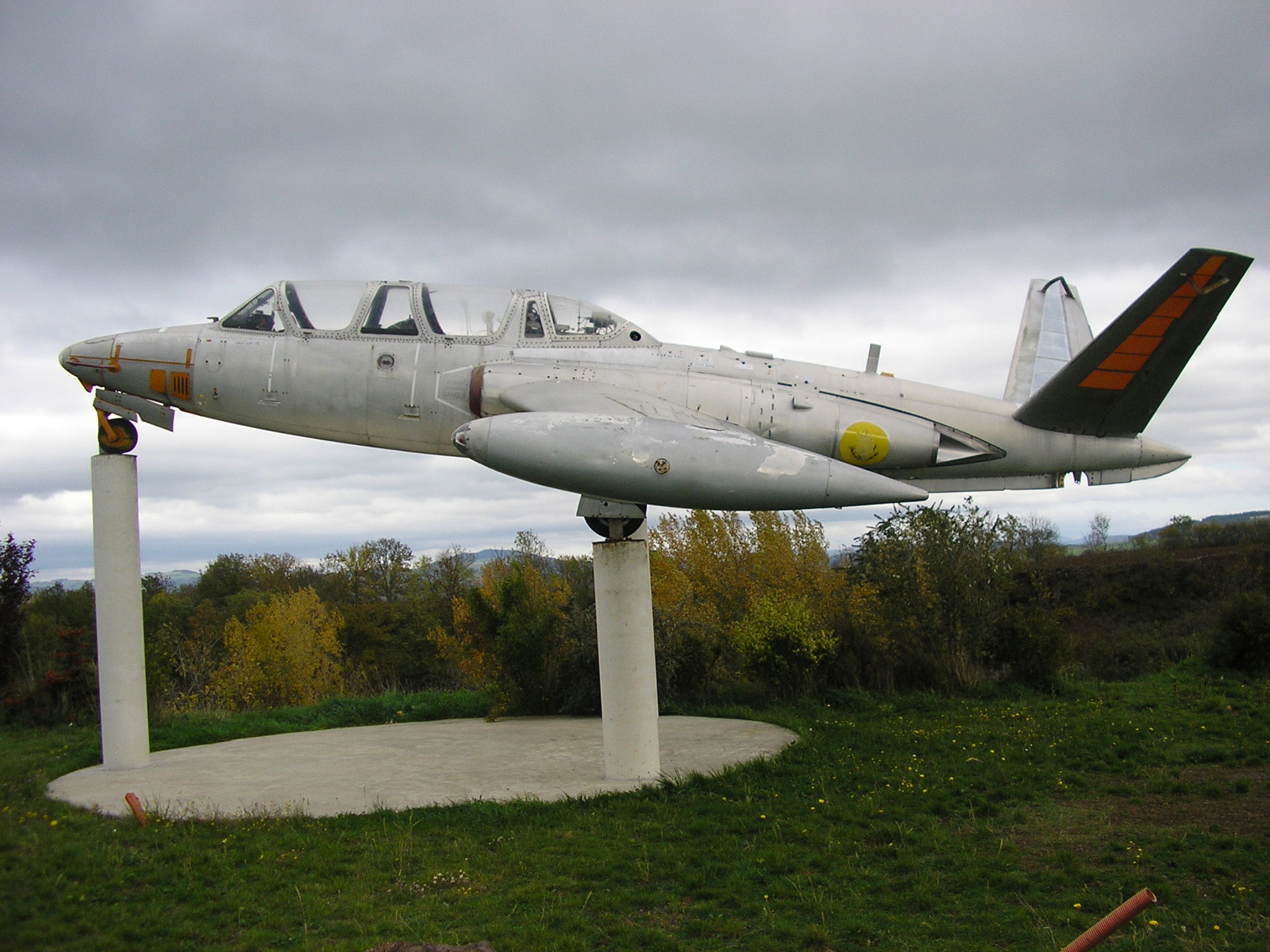
Avion de Loudes.

L'avion de Loudes, en bordure de la RN 102 : ce Fouga Magister est un don du ministre de la Défense François Léotard à la commune de Loudes. Bien que ne portant pas de code, c'est le numéro de série 237,.

### Évolutions des constructions entre les débuts duXXesiècleet duXXIesiècle
- Pont et lavoir du hameau de Rochely.

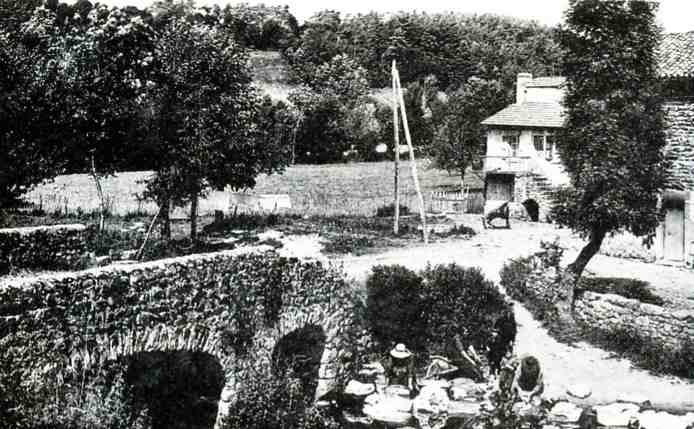
Début XXe siècle.
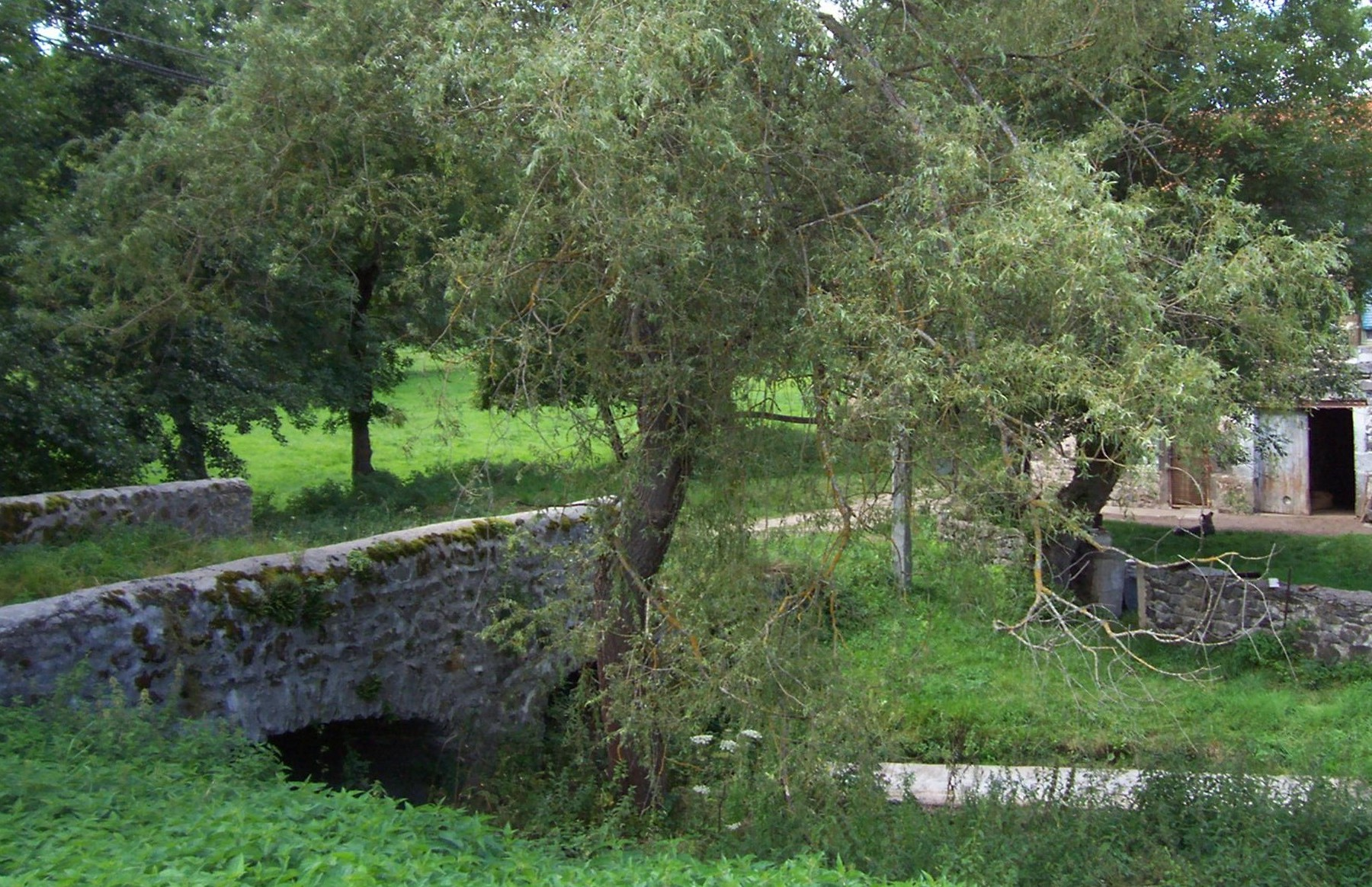
Début XXIe siècle.

- La Grosse tour et sa dépendance.

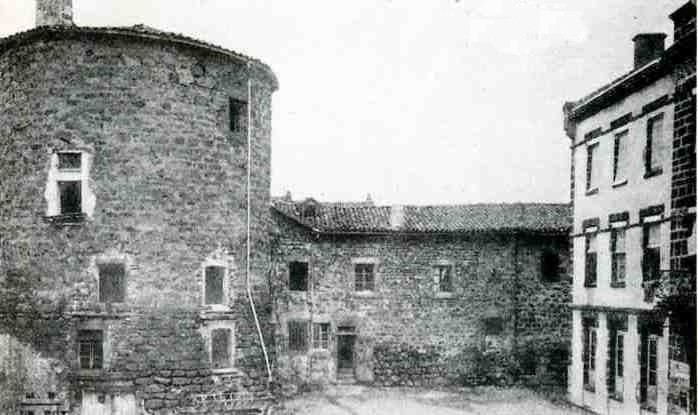
Début XXe siècle.
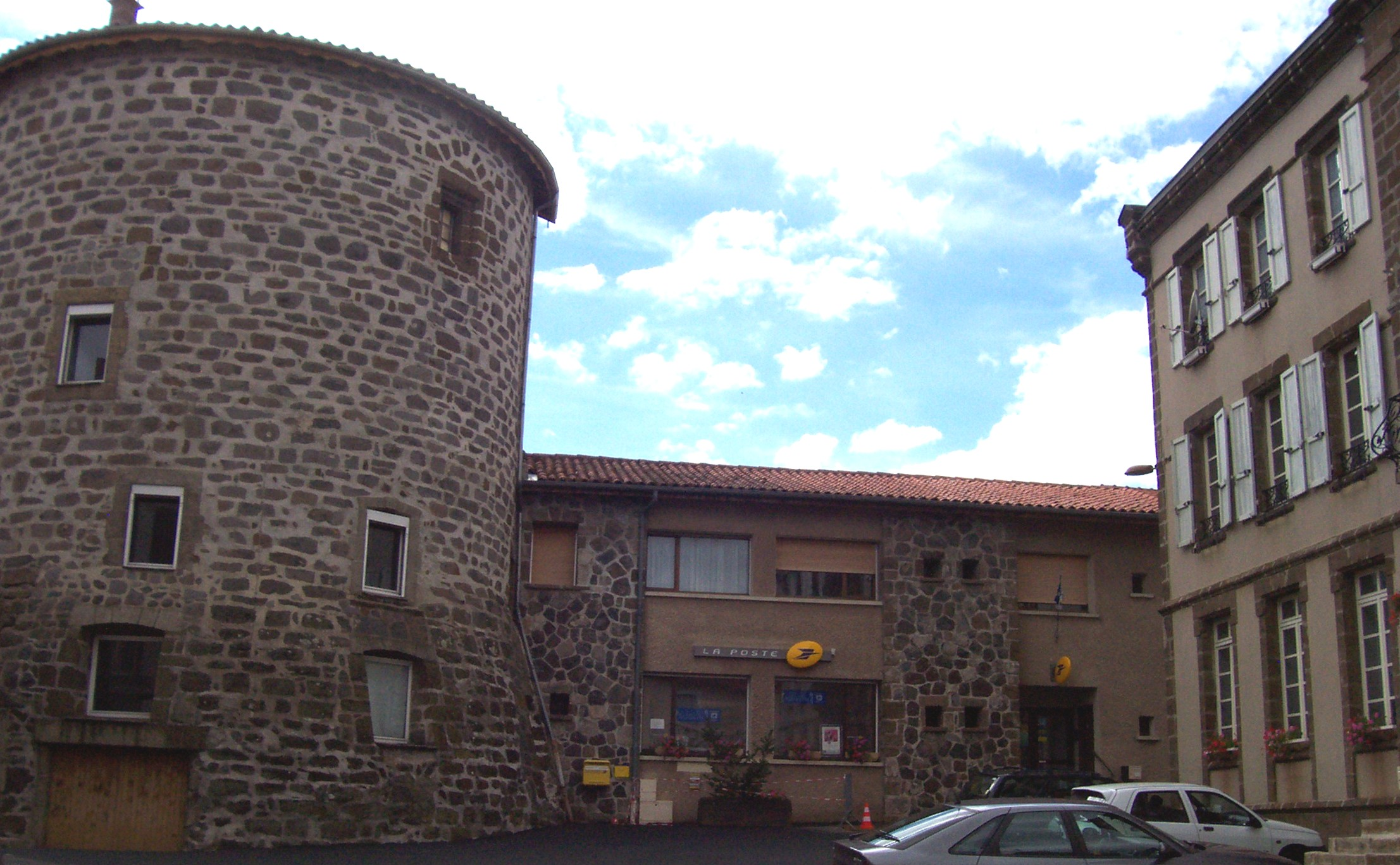
Début XXIe siècle.

- La Grosse tour et l'église.

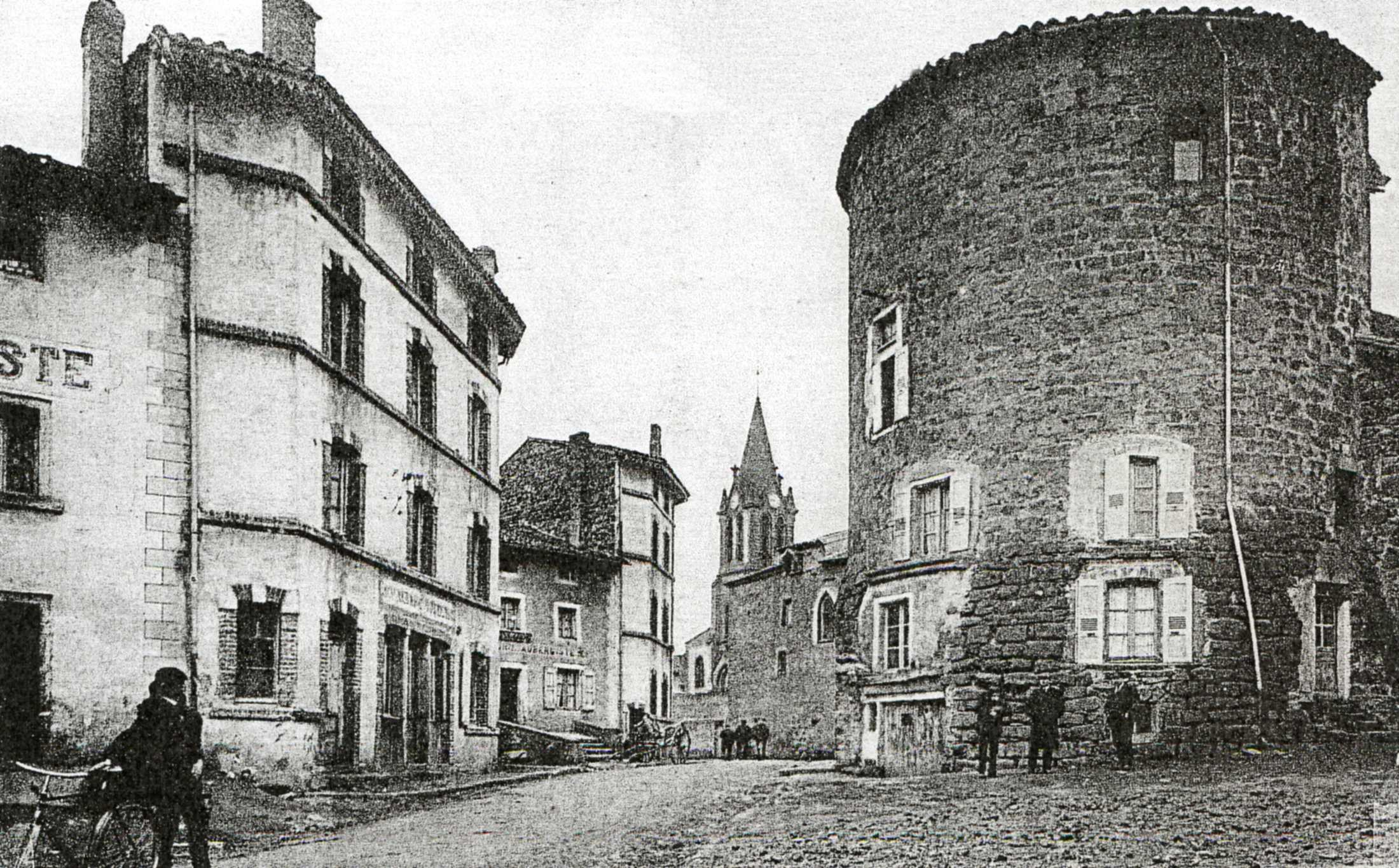
Début XXe siècle.
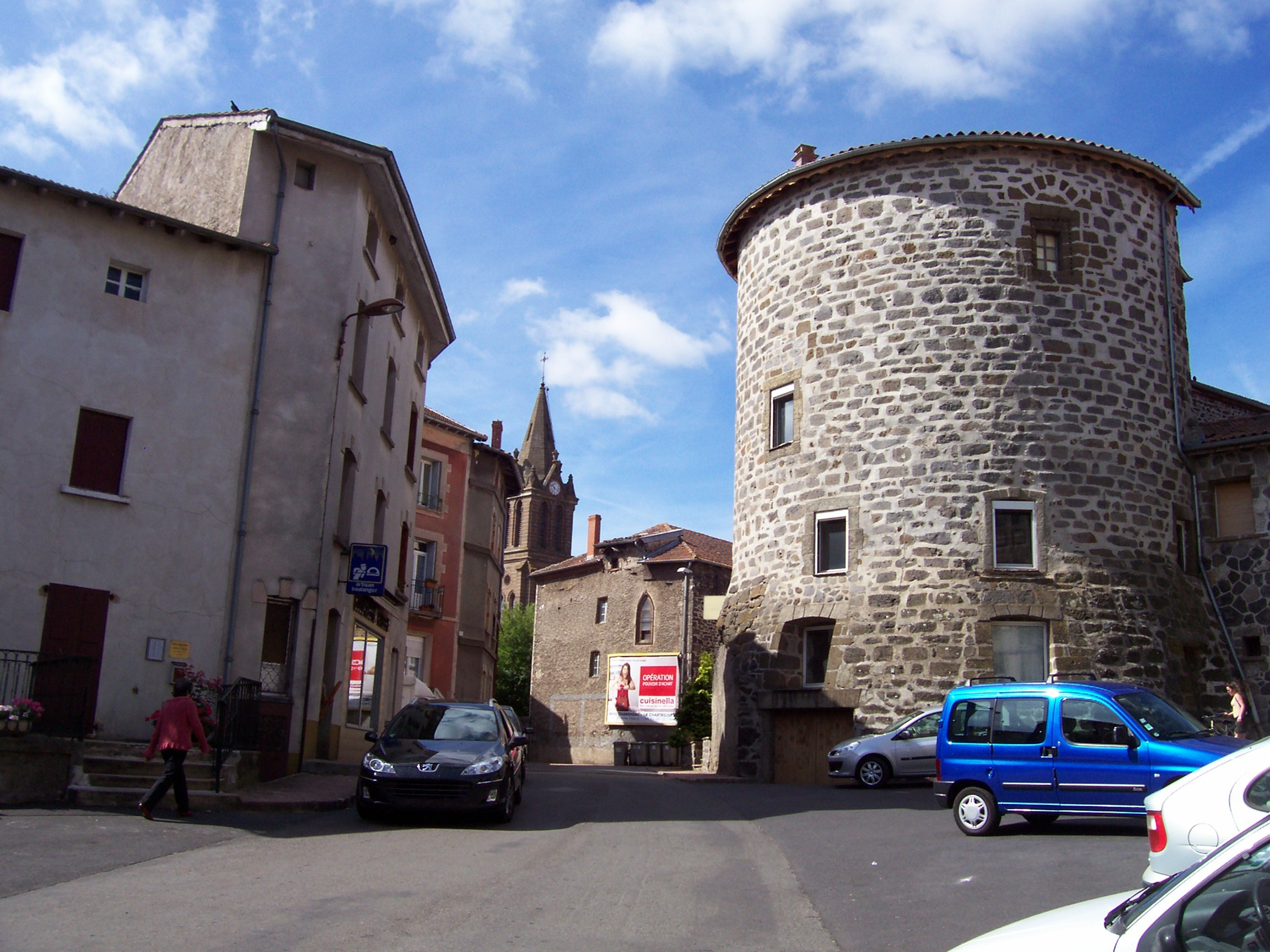
Début XXIe siècle.

### Patrimoine gastronomique
La commune de Loudes est située dans l'aire de l'appellation d'origine protégée (AOP) ou appellation d'origine contrôlée (AOC) de la lentille verte du Puy. Le territoire de Loudes est également intégré aux aires de productions de quatre produits bénéficiant d'une indication géographique protégée (IGP) : le porc d'Auvergne, le saucisson sec d'Auvergne et les volailles d'Auvergne et du Velay.

Quelques éléments du patrimoine gastronomique de Loudes.
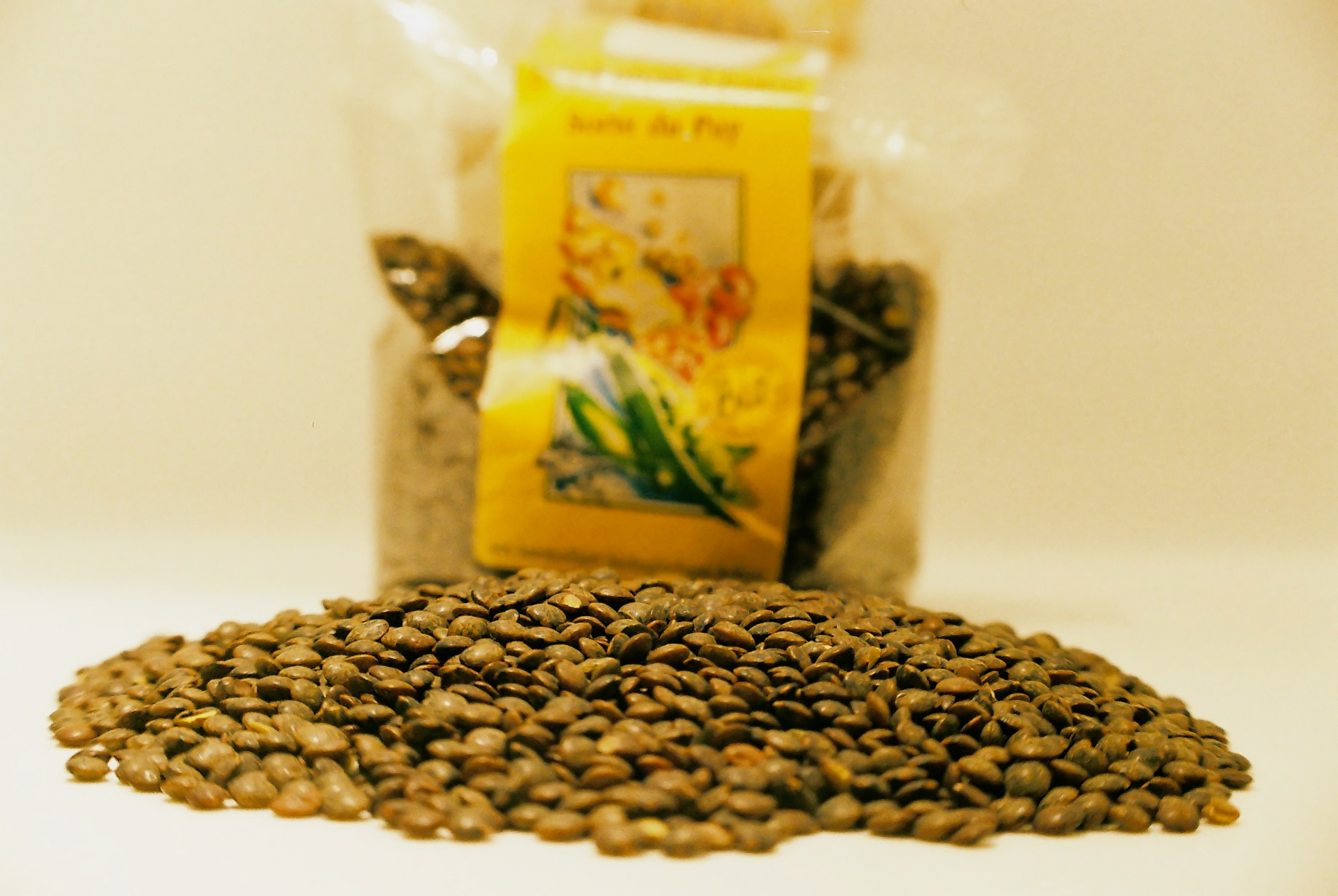
Lentilles verte du Puy.
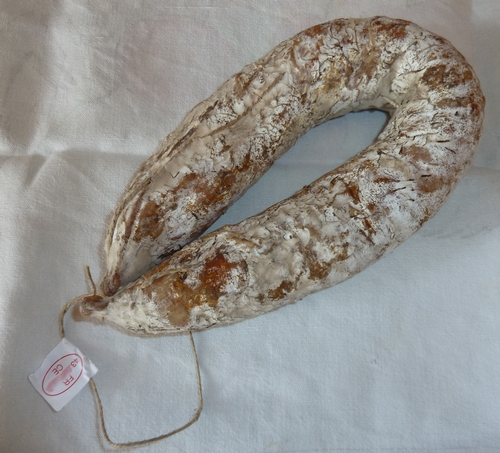
Saucisse sèche d'Auvergne.

### Personnalités liées à la commune
.

## Pour approfondir